# Historia de la geografía

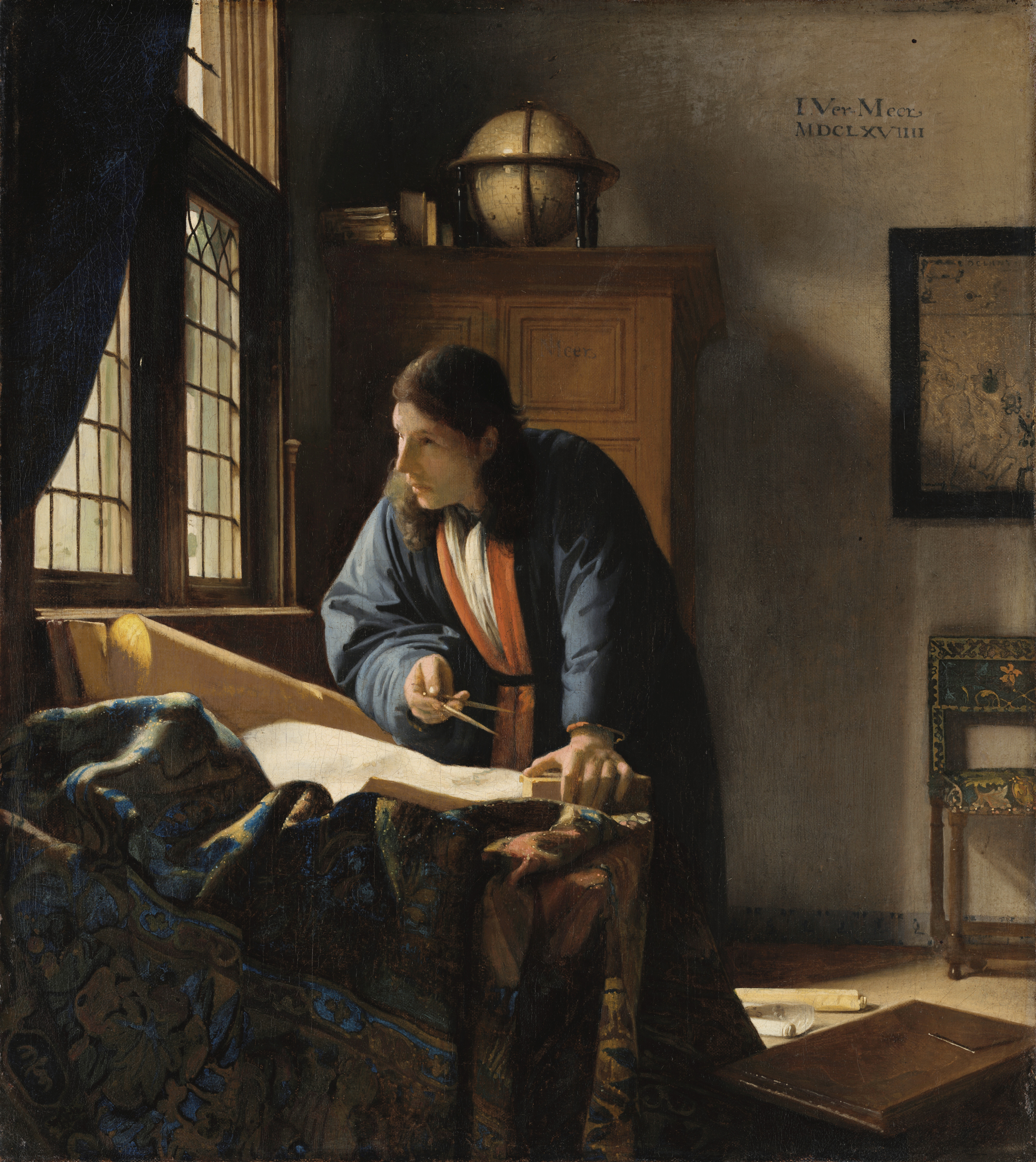
El geógrafo, de Johannes Vermeer.

La ciencia geográfica es una de las disciplinas más antiguas de la humanidad, pero también hay que señalar que ha experimentado un desarrollo muy complejo a lo largo de toda su historia. Básicamente, esta evolución se puede dividir en dos grandes periodos, por ejemplo: un periodo premoderno que comenzaría en Grecia, y un periodo moderno a partir del siglo XIX donde se produce su institucionalización universitaria, lo que tuvo una influencia enorme en su desarrollo.
Los antiguos griegos fueron los primeros en acumular y sistematizar sus conocimientos, denominándolos con el título de «geográficos», fundando así una nueva disciplina. Estrabón, Eratóstenes y Claudio Ptolomeo, fueron quienes «clásicamente» acuñaron el término empezando a desarrollar teorías y prácticas de lo que en ese momento se entendía por geografía         . Los romanos continuaron su labor añadiendo una nueva manera de pensarlo a base de recopilación de datos y técnicas, Pomponio Mela fue uno de ellos.

Así pues, como ha quedado dicho, la geografía se dirige en su mayor parte al ámbito y a las necesidades del gobierno. Pero es que también la mayor parte de la filosofía ética y política gira en torno al ámbito del gobierno. Véase la prueba: distinguimos las diferencias entre regímenes políticos sobre la base de sus tipos de gobierno, estableciendo un tipo que es la monarquía, que también llamamos realeza, otro que es la aristocracia, y un tercero, la democracia. Pensamos también que existen otros regímenes políticos, que llamamos con la misma denominación, como si de ellos derivara el principio de peculiaridad específica: en uno de ellos, en efecto, es ley el mandato del rey, y en otro el de los aristócratas y en el otro, el del pueblo. Y es que la ley es lo que caracteriza y configura el régimen político, y por eso también llegaron algunos a decir que lo justo es lo que conviene al más fuerte. Así pues, si la filosofía política gira en su mayor parte en torno a los gobernantes, y si gira también a su vez la geografía en torno a las necesidades del gobierno, esta última presentará cierta superioridad a este respecto. Pero esta superioridad tiene proyección práctica.
Estrabón, Geografía, Libro I

Durante lo que suele conocerse como la Edad Media en Europa hubo un desarrollo significativo de la disciplina, eso si se considera que modernamente la cartografía es una disciplina técnica por sí misma. No obstante, no hay que olvidar que la Geografía en Europa había estado asociada a lo que hoy se entiende como cartografía, base de la moderna Geomática, a través de la cual se entiende lo que la disciplina significaba para ellos en el siglo XVIII. Pues debido a los requerimientos propios a los procesos de la colonización europea de América y África, la Cartografía y la Geografía de la época eran prácticamente la misma disciplina. Sin embargo, en el mundo árabe la historia es distinta para la época, Al-Idrisi e Ibn Jaldún se apropiaron y profundizaron el conocimiento geográfico greco-romano consolidando una visión del mundo que no encaja con los estándares de lo que se conoce como Edad Media, sino que tuvieron su propia manera de producirlo y significarlo. Los chinos también desarrollaron para el interior de su territorio un conocimiento geográfico que les permitiría tener un férreo control del mismo.
En un sentido extremadamente amplio se podría decir que el pensamiento geográfico árabe, cristiano y chino compartían el hecho de basarse en un pensamiento determinista, con una fuerte inclinación al estudio de la naturaleza, con la salvedad de que en el mundo árabe no había una rígida distinción entre sociedad y naturaleza. Compartían además el considerar al estudio del territorio sobre el que se llevaban a cabo actividades humanas como una unidad con lo que consideraban los ciclos de la naturaleza. Ese pensamiento estaba fuertemente determinado por las creencias e ideas teológicas de sus elaboradores, existían por ejemplo representaciones de la superficie de la tierra de forma circular, del mundo conocido por las culturas de ese momento (Europa, Asia y la parte norte del África). La Europa medieval no conoció desarrollos sino en la profundización de los cálculos más precisos, Cosmas Indicopleustes fue uno de los pocos geógrafos "medievales" relevantes —aunque cabe destacar que fue un desarrollo muy temprano de la Edad Media, en el siglo VI— a pesar de avalar la idea geocéntrica de Ptolomeo. Idea que no cambiaría sino hasta los acontecimientos ocurridos en Europa conocidos como revolución científica que empezaría con la teoría heliocéntrica de Nicolás Copérnico, el fenómeno de rotación terrestre y la idea de una Tierra de forma esférica de Galileo Galilei, coronado con lo que se conoce comúnmente como ley de gravitación universal de Isaac Newton, momento del nacimiento de la física moderna y de la matematización de las ciencias que estudian a la naturaleza. Lo cual no habría sido posible sin los procesos de Conquista de las Américas y al tráfico de esclavos de África, y la posterior conquista de Oceanía. Dichos procesos de Colonización española de América, repercutieron profundamente en la Geografía, quien por su parte, experimentó profundos cambios, debido a que fue uno de los conocimientos más utilizados en la época para la exploración europea del mundo. La idea que se tenía de la disciplina entonces fue magistralmente expuesta por Johannes Vermeer en su pintura El geógrafo, que además por esos mismos procesos de conquista se convertiría en la visión dominante de la disciplina hasta principios del siglo XX.
El siglo XV representa un cambio radical en las condiciones de desarrollo de los conocimientos geográficos. Se recuperaron los conocimientos clásicos y además se conocieron nuevos territorios y pueblos. Autores muy distintos intervienen en la labor descriptiva de estos nuevos territorios. El modelo que se sigue es el proporcionado por Estrabón, cuya obra Geographiká se redescubre y se reedita. Al mismo tiempo fue necesario modificar también la imagen cartográfica del mundo. Juan de la Cosa es el primero que recoge en su mapa las tierras americanas conocidas del área del Caribe (1500). Además la obra de Ptolomeo es corregida y ampliada y posteriormente superada por el Atlas de Mercator (1595) que encontró también nuevas soluciones al problema de proyectar la superficie esférica de la Tierra en una superficie plana.
En el siglo XVII, la geografía tuvo un lugar destacado en la revolución científica que sentó las bases de la ciencia moderna. La geografía como ciencia que se ocupaba de la descripción y de la representación cartográfica de la Tierra, formaba parte de las matemáticas. Era una ciencia matemática mixta al igual que lo eran la astronomía o la óptica. La Geografía General en la que se explican las propiedades de la Tierra de B. Varenio publicada en 1650 representa muy bien esta concepción. Según Varenio la geografía es «la ciencia matemática mixta que explica las propiedades de la Tierra y de sus partes». Varenio dividía la Geografía en General y Especial, estudiando la primera la Tierra como cuerpo físico y celeste y la segunda «la constitución de cada una de las regiones». En cada región Varenio consideraba tres tipos de propiedades: las celestes (la distancia del lugar desde el Ecuador y desde el polo, la inclinación del movimiento de las estrellas sobre el horizonte en el lugar, la duración del día más largo y más corto…), las terrestres (límites, montes, aguas, selvas y desiertos, animales…) y las humanas (trabajos y técnicas de la región, costumbres, formas de expresarse, ciudades…).
A lo largo del siglo XVIII se produce el desarrollo de las ciencias especializadas de la Tierra, lo que supuso una pérdida de contenido para la geografía como ciencia general. La geología, la botánica y la química pasan a estudiar problemas que antes eran objeto de la geografía general. Al mismo tiempo, el aumento en la complejidad de las tareas cartográficas dio lugar a la aparición de corporaciones profesionales especializadas, con lo que la geodesia y la cartografía se configuran también como disciplinas independientes. La geografía, en definitiva, se distancia progresivamente de las disciplinas matemáticas y el geógrafo se identifica con las tareas corográficas o de descripción de países y regiones.
Cabe destacar sin embargo que a lo largo del siglo XIX, esta disciplina se consolidó como parte fundamental del desarrollo de los estados nacionales, logrando institucionalizarse en un gran número de universidades europeas, siendo reconocida incluso hasta finales del siglo XX, como una de las disciplinas más importantes para la educación básica de cualquier ciudadano. La razón de ello se debe al papel que tendría para la construcción de ideas como frontera, país o nacionalidad. Los geógrafos más reconocidos de la época serían Bernhardus Varenius, quien sería uno de los más importantes predecesores de la geografía moderna, al igual que Mijaíl Lomonósov, o para algunos el naturalista y crítico de la geografía de su tiempo Alexander von Humboldt, así como el también pedagogo Karl Ritter. Algunos de  los más destacados geógrafos del siglo XIX fueron Friedrich Ratzel, quien es más conocido por la influencia que tendría en las ideas de la Alemania nazi, Élisée Reclus quien trabajó el campo de la geografía humana, William Morris Davis, uno de los precursores de la Geomorfología, el también edafólogo Vasily Dokuchaev, Alfred Russel Wallace, uno de los precursores de la teorías de la evolución, el climatólogo Wladimir Peter Köppen, los destacados estrategas militares Halford John Mackinder, Karl Haushofer y Paul Vidal de La Blache, quien sería uno de los precursores del Federalismo, e influiría en la construcción de una subdivisión interna en los territorios de las naciones para el reconocimiento y control de los recursos de cada país.
Por su parte, a mediados del siglo XX ocurriría una profunda ruptura con la geografía del siglo XIX, que aún se encuentra en disputa, pues ha ocurrido lo que en palabras de Immanuel Kant se podría denominar un giro copernicano, poniendo de relieve la importancia del sujeto (sociedad o individuo) para el entendimiento del mundo en consideración al objeto (naturaleza o individuo), donde se tiene el reconocimiento empírico de que la sociedad es quien dirige dicho proceso, que solo puede ser pensado a partir de la relación de las sociedades con la domesticación y transformación de la naturaleza para fines específicamente humanos. Ese cambio de perspectiva ha supuesto la base de lo que se conoce como el giro espacial de las Ciencias sociales, centrándose sobre todo en el desarrollo del Estudio de nombres geográficos (planteado por los estudios culturales emanados de las críticas al orientalismo), geografía crítica (para el mundo hispano) o radical (en el mundo anglosajón), o las geografías posmodernas. Además la geografía tiene ahora fuertes vínculos con disciplinas afines como la Sociología, la Economía o la Historia. Entre los geógrafos del siglo XX destacan David Harvey, Neil Smith, Milton Santos, Yves Lacoste, Horacio Capel, Richard Hartshorne, Ellen Churchill Semple, Doreen Massey Walter Christaller, Torsten Hägerstrand, Carl Sauer, Peter Hall, Philippe Pinchemel, Brian Joe Lobley Berry, Yi-Fu Tuan o Maria Dolors García Ramón, todos ellos con posiciones y posturas muy distintas entre sí.
A comienzos del siglo XXI, la situación actual de la Geografía es algo ambivalente. Por un lado, parece evidente que la visibilidad de la Geografía como disciplina académica ha disminuido a nivel popular. Estos cambios están afectando a la concepción que se tiene de la disciplina. En la forma contemporánea de entender a la disciplina es la libertad humana (con fuerte influencia del Idealismo alemán). Actualmente se vive un profundo debate en la disciplina, entre los defensores de geografías regionales cuantitativas, dónde se defiende una Geografía más bien descriptiva, y los defensores de las geografías radicales, humanísticas y posmodernas, que apelan por una disciplina más crítica frente a los hechos manifiestos por la crisis del capitalismo y, especialmente, por el derrumbe de los gobiernos socialistas a escala mundial. El desplazamiento que viven distintas instituciones educativas en el mundo de una Geografía más cercana a las Ciencias de la Tierra o a las Ciencias sociales, revela un lento pero progresivo cambio sistemático en la disciplina.

## Geografía primitiva

### Principios geográficos: Babilonia y Egipto

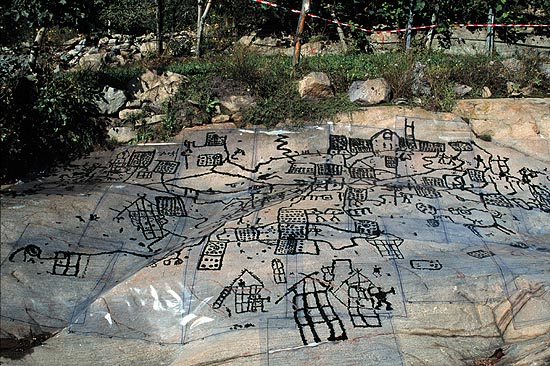
La roca del mapa de Bedolina y su trazado.

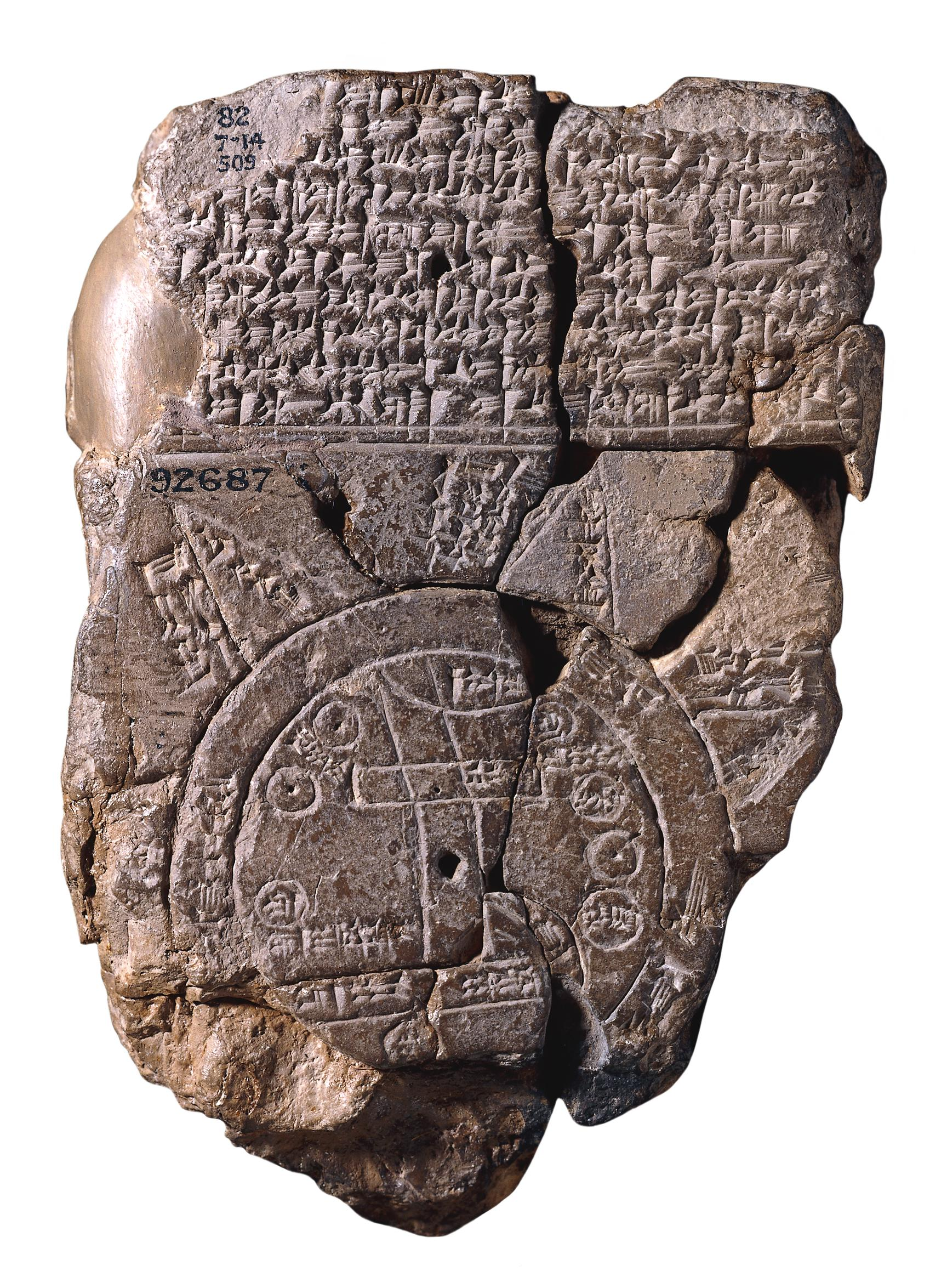
Mapa babilónico del mundo

Los primeros vestigios humanos que se conservan que indicarían un interés por el conocimiento terrestre es un mapa a escala media conocido como mapa acadio, encontrado en Nuzi y datado cerca del siglo XXIII a. C.. El mapa está orientado hacia el este (punto cardinal) y se pueden identificar accidentes geográficos como cursos de agua, asentamientos humanos y montañas.
El mapa de Bedolina, un famoso roquedo de origen prehistórico que forma parte del complejo rupestre del Val Camonica (en los Alpes italianos, hoy parte del parque arqueológico de Seradina-Bedolina, en Capo di Ponte, en la región de Lombardía), es un petroglifo reconocido como uno de los mapas topográficos más antiguos, las figuras más antiguas aparentemente fueron grabadas al final de la Edad del Bronce (3000-1000 a. C.). Es la representación más antigua de un asentamiento humano.
Los mapas más antiguos conocidos que describen la Tierra (mapa mundi)  en Babilonia están datados cerca del siglo IX a. C.. Pero el mapa más conocido de entre estos hallazgos, es el Imago Mundi datado sobre 400-600 a. C. y descubierto en Irak en 1899. El mapa, tal y como fue reconstruido por Eckhard Unger, muestra la ciudad de Babilonia bordeada por el río Éufrates con una masa de tierra circular representando Asiria, Urartu y otras ciudades próximas rodeadas por un «río de agua amarga» (océano), además de siete islas dispuestas a su alrededor formando una estrella de siete brazos. El texto que lo acompaña menciona siete regiones exteriores más allá del océano circular, siendo el nombre de cinco de ellas aún visibles. En contraste con el anterior mapa más antiguo del siglo IX a. C. se representa a Babilonia como el centro del mundo, en el anterior está situada más al norte, aunque no se sabe exactamente qué representaría ese centro en el mapa.
Otro mapa, esta vez de gran escala, representa un pequeño territorio del distrito de Nippur, mostrando un canal, un foso, casas y un parque. El plano está datado en el siglo XV a. C.. 
También se han hallado mapas en Egipto de gran escala (plano representando un jardín del siglo XV a. C.) y cosmológicos (cerca del año 350 a. C.).

## Geografía Antigua

### Geografía de Grecia y Roma

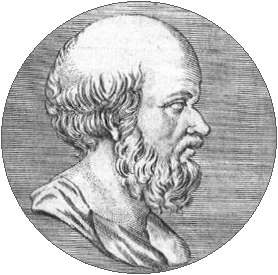
Retrato de Eratóstenes, quien fue el primero en acuñar el término "geografía".

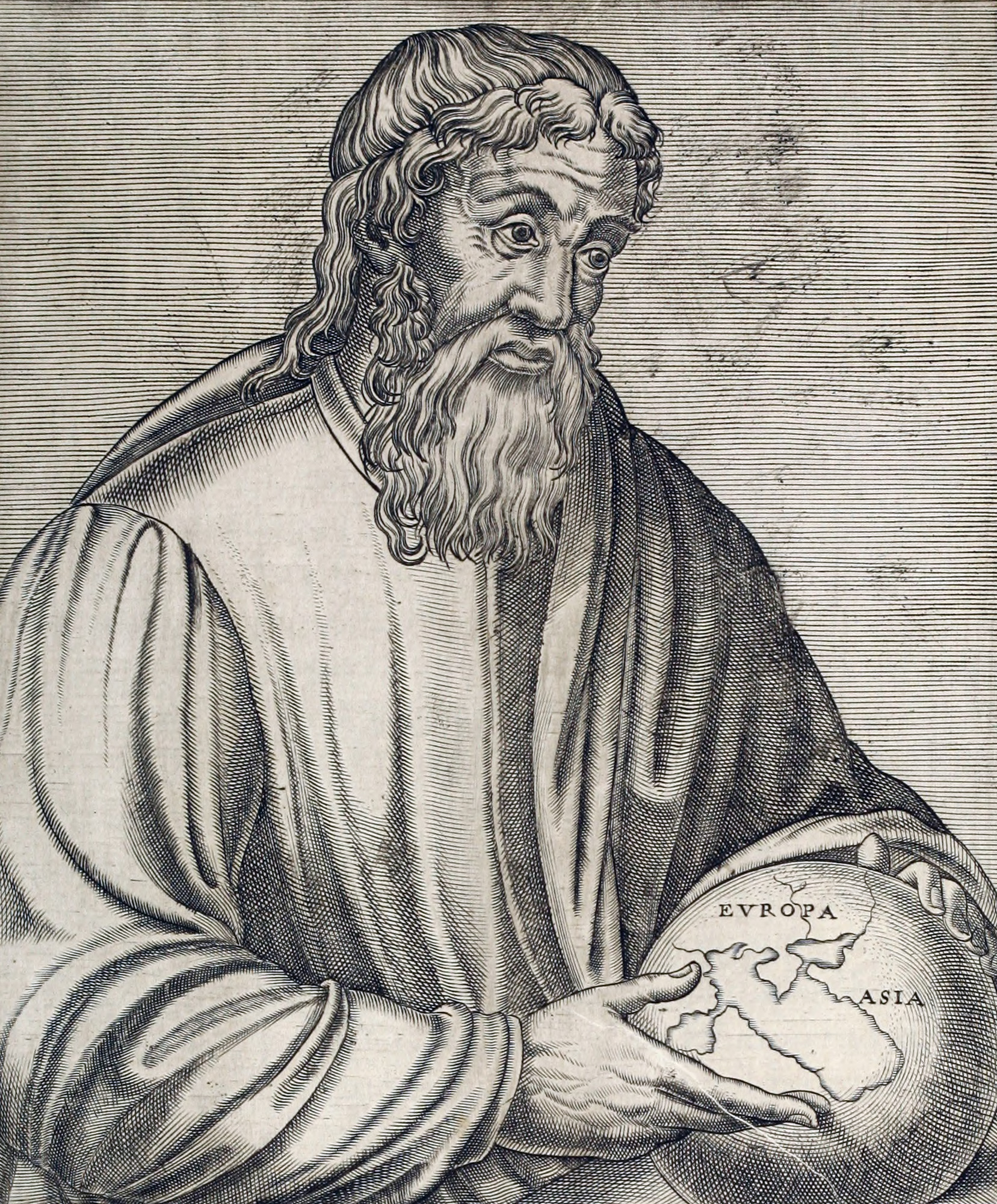
Estrabón.

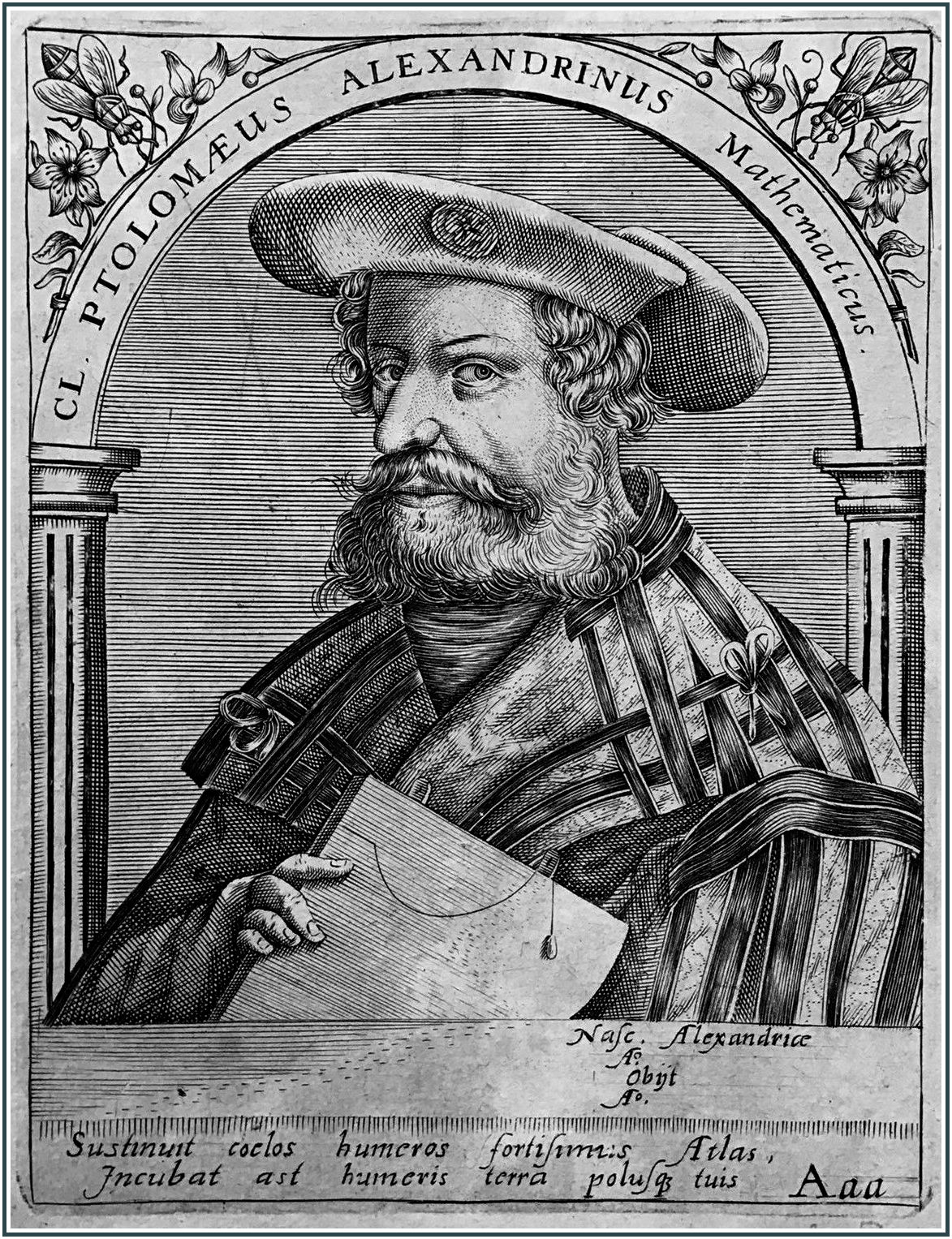
Ptolomeo.

La cultura griega es la primera en desarrollar un conocimiento ordenado sobre un conjunto de fenómenos que atañen, en sentido amplio, a la Tierra. Esta descripción de la Tierra, desde la antigüedad, ha podido entenderse de dos formas: bien como descripción y estudio de toda la Tierra en cuanto cuerpo físico y celeste, o bien como descripción y estudio de alguno de sus territorios, incluyendo en éstos tanto sus características físicas (ríos, montañas…) como los pueblos que los habitaban. Existe así desde la Grecia clásica una perspectiva general y otra particular o regional, la primera más próxima a la matemática, a la astronomía y a la cartografía y la segunda a la historia, a la política y a lo que hoy se entiende por etnografía.
Es en Mileto donde los conocimientos que podrían calificarse de geográficos comienzan a sistematizarse y a tratarse de un modo más metódico y racional. Los periplos o descripciones de las costas realizadas por los marinos se convierten en una fuente de conocimiento fundamental. Anaximandro de Mileto (610-547 a. C.) elaboró, seguramente, uno de los primeros mapas del mundo conocido por los griegos, además de varios cálculos sobre los equinoccios y solsticios. Hecateo de Mileto (entre los siglos VI y V antes de nuestra Era) mejoró el mapa de Anaximandro y escribió sobre las costas y pueblos que bordeaban el Mediterráneo. Heródoto de Halicarnaso (484-425 a. C.) realizó varios viajes que le acercaron a los confines del mundo conocido por los griegos. En su Historia describe con gran detalle territorios como Egipto, Persia o Asia menor.
Eratóstenes de Cirene (275-194 a. C.) es considerado propiamente como el “padre de la geografía”, pues fue el primero en acuñar el término, aplicándolo a una de sus obras (Hympomnemata geographica). Para Eratóstenes este término identificaba el objetivo esencial de su trabajo, la elaboración de una representación gráfica del mundo conocido, es decir, lo que hoy se entiende por cartografía. Partía para ello de la búsqueda de las dimensiones de la Tierra, tarea que llevó a cabo con sorprendente aproximación. Estrabón (60 a. C.- 21 d. C.) realizó en cambio una geografía plenamente corográfica o regional. Estrabón recoge de forma sistemática un gran número de informaciones acumuladas sobre los diversos territorios de la ecúmene. Sus obras tenían un claro fin práctico pues interesaba sobre todo, “para los fines de gobierno”. Estrabón identificaba los distintos territorios y los caracterizaba de acuerdo a sus rasgos físicos, étnicos y económicos. En esta misma línea, Pomponio Mela (siglo I a. E.) realizó su obra Chorographia donde relata diversos viajes por las costas conocidas de la época describiendo las características físicas y humanas de los diversos territorios.
Claudio Ptolomeo (90-168 d. E.), astrónomo y matemático realizó también una obra geográfica, Geographike hyphegesis. Esta obra se sitúa en la tradición de la geografía matemática y cartográfica. Proporcionaba tablas de posiciones que permitían realizar un mapa de la Tierra basado en la longitud y latitud de los lugares. También realizó cálculos sobre la dimensión de la Tierra.

### India
Un vasto corpus de textos indios abarcó el estudio de la geografía. Los Vedas y Puranas contienen elaboradas descripciones de ríos y de montañas y tratan la relación entre elementos físicos y humanos. Según la erudita religiosa Diana Eck, una característica notable de la geografía en la India es su entretejido con la mitología hindú,

No importa a dónde vaya uno en la India, encontrará un paisaje en el que montañas, ríos, bosques y pueblos están estrechamente vinculados a las historias y dioses de la cultura india. Cada lugar de este vasto país tiene su historia; ya la inversa, cada historia de mitos y leyendas hindúes tiene su lugar.
Diana Eck

#### Período antiguo
Los geógrafos de la antigua India propusieron teorías sobre el origen de la tierra. Teorizaron que la tierra se habría formado por la solidificación de materia gaseosa y que la corteza terrestre estaría compuesta de rocas duras (sila), arcilla (bhumih) y arena (asma). También se propusieron teorías para explicar los terremotos (bhukamp) y se asumió que la tierra, el aire y el agua se combinaban para causar terremotos. El Arthashastra, un compendio de Kautilya (también conocido como Chanakya) contiene una variedad de información geográfica y estadística sobre las diversas regiones de la India. Los compositores de los Puranas dividieron el mundo conocido en siete continentes de dwipas, Jambu Dwipa, Krauncha Dwipa, Kusha Dwipa, Plaksha Dwipa, Pushkara Dwipa, Shaka Dwipa y Shalmali Dwipa. Se proporcionaron descripciones del clima y la geografía de cada uno de los dwipas.

#### Período medieval temprano
El Vishnudharmottara Purana (compilado entre 300 y 350 d. C.) contiene seis capítulos sobre geografía física y humana. Los atributos de ubicación de pueblos y lugares, y las diversas estaciones, son los temas de estos capítulos. El Brihat-Samhita de Varahamihira dio un tratamiento completo de los movimientos planetarios, de la lluvia, las nubes y la formación de agua. El matemático-astrónomo Aryabhata dio una estimación precisa de la circunferencia de la tierra en su tratado Aryabhatiya. Aryabhata calculó con precisión la circunferencia de la Tierra como 24 835 millas, que es solo un 0,2% más pequeña que el valor actual de 24 902 millas.

#### Período medieval tardío
Las crónicas mogolas de Tuzuk-i-Jehangiri, Ain-i-Akbari y Dastur-ul-aml contienen narrativas geográficas detalladas. Estas se basaron en las obras geográficas anteriores de la India y en los avances realizados por los geógrafos musulmanes medievales, en particular, en el trabajo de Alberuni.

### China

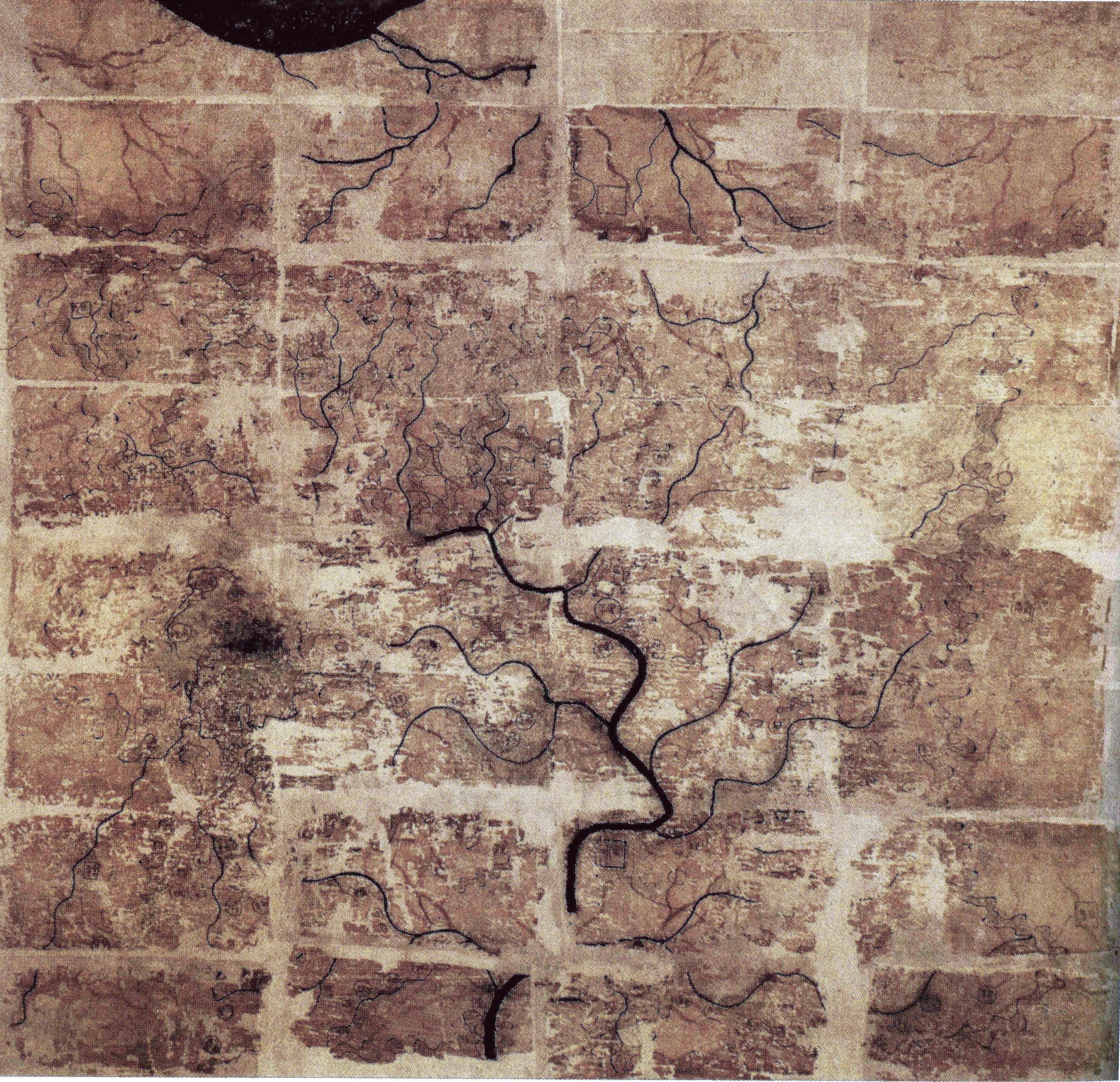
Un temprano mapa de seda de la dinastía Han del Oeste (202 a. C. - 9 d. C.) encontrado en la tumba 3 del sitio de las tumbas de Mawangdui Han, que representa el reino de Changsha y el reino de Nanyue en la China meridional (nota: the south direction is oriented at the top, north at the bottom).

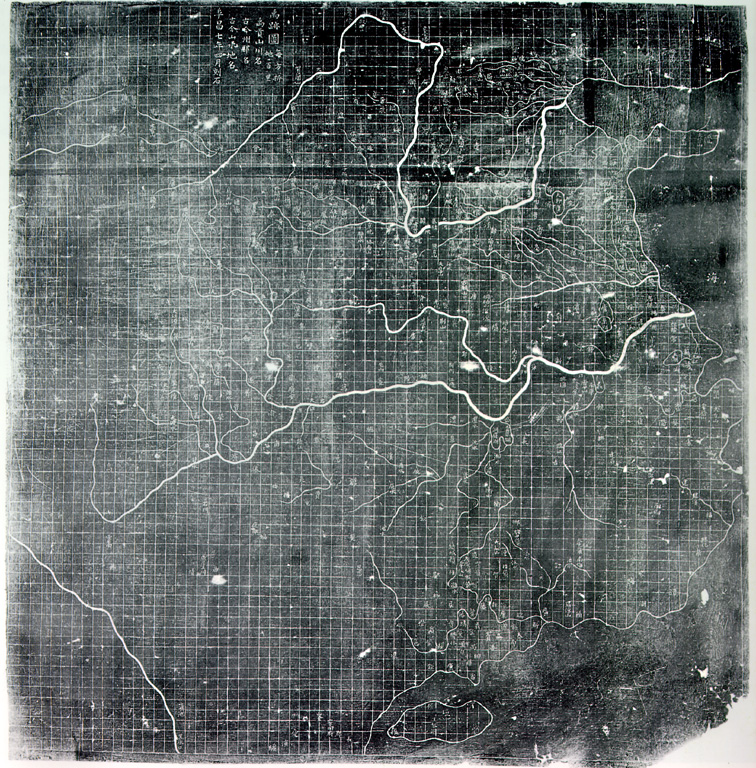
El Yu Ji Tu, o Mapa de las Huellas de Yu Gong, tallado en piedra en 1137, ubicado en el Bosque Estelar de Xian. Este mapa cuadrado de 90 cm presenta una escala graduada de lis para cada cuadrícula rectangular. La costa y los sistemas fluviales de China están claramente definidos y señalados con precisión en el mapa. «Yu» se refiere a Yu el Grande, una deidad china y el autor del Yu Gong, el capítulo geográfico del Clásico de documentos, dque data del de donde se deriva este mapa.

En China, los escritos sobre geografía china más antiguos que se conocen se remontan al siglo V a. C., durante el comienzo del período de los Reinos Combatientes (481 a. C. - 221 a. C.). Este trabajo fue el capítulo Yu Gong ('Tributo de Yu') del Shu Jing o Clásico de documentos, que describe las nueve provincias tradicionales de la antigua China, sus tipos de suelo, sus productos característicos y bienes económicos, su bienes tributarios, sus oficios y vocaciones, sus ingresos estatales y sistemas agrícolas, y los diversos ríos y lagos enumerados y colocados en consecuencia. Las nueve provincias en el momento de ese trabajo geográfico eran de tamaño relativamente pequeño en comparación con las de la China moderna, y las descripciones del libro pertenecían a áreas del río Amarillo, los valles inferiores del Yangtze y la llanura entre ellos, así como la península de Shandong y, al oeste, las partes más al norte de los ríos Wei y Han, junto con las partes meridionales de la actual provincia de Shanxi.
En este antiguo tratado geográfico, que influirá mucho en los geógrafos y cartógrafos chinos posteriores, los chinos utilizaron la figura mitológica de Yu el Grande para describir la tierra conocida (de los chinos). Aparte de la aparición de Yu, sin embargo, la obra carecía de magia, fantasía, folclore chino o leyenda. Aunque la escritura geográfica china en la época de Heródoto y Estrabón era de menor calidad y contenía un enfoque menos sistemático, esto cambiaría a partir del siglo III en adelante, ya que los métodos chinos de documentar la geografía se volvieron más complejos que los encontrados en Europa, un estado de cosas que persistiría hasta el siglo XIII.
Los primeros mapas existentes encontrados en sitios arqueológicos de China datan del siglo IV a. C. y fueron hechos en el antiguo estado Qin. La primera referencia conocida a la aplicación de una cuadrícula geométrica y una escala graduada matemáticamente a un mapa se encuentra en los escritos del cartógrafo Pei Xiu (224-271). Desde el siglo I d. C. en adelante, los textos históricos chinos oficiales contenían una sección geográfica, que a menudo era una enorme compilación de cambios en los nombres de los lugares y las divisiones administrativas locales controladas por la dinastía gobernante, descripciones de las cadenas montañosas, de los sistemas fluviales, de los productos gravables, etc. El antiguo historiador chino Ban Gu (32-92) probablemente inició la tendencia del nomenclátor en China, que se hizo prominente en el período de las dinastías del Norte y del Sur y la dinastía Sui. Los nomenclátores locales incluirían una gran cantidad de información geográfica, aunque sus aspectos cartográficos no eran tan profesionales como los mapas creados por cartógrafos profesionales.
Desde la época del Shu Jing del siglo V a. C. en adelante, la escritura geográfica china proporcionó información más concreta y menos elementos legendarios. Este ejemplo se puede ver en el capítulo 4 del Huainanzi [Libro del Maestro de Huainan], compilado bajo la dirección del príncipe Liu An en el 139 a. C. durante la dinastía Han (202 a. C. - 202 d. C.). El capítulo daba descripciones generales de la topografía de una manera sistemática, con ayudas visuales mediante el uso de mapas (di tu) debidos a los esfuerzos de Liu An y su asociado Zuo Wu. En la obra de 347 de Chang Chu Hua Yang Guo Chi [Geografía histórica de Sichuan], no sólo se describían los ríos, las rutas comerciales y varias tribus, sino que también escribieron de un 'Ba Jun Tu Jing' [Mapa de Szechuan], que se había hecho mucho antes en 150. La obra Shui Jing [Vías fluviales clásicas] fue escrita de forma anónima en el siglo III durante la era de los Tres Reinos (atribuido a menudo a Guo Pu), y daba una descripción de unos 137 ríos que se encontraban en toda China. En el siglo VI, el libro fue ampliado a cuarenta veces su tamaño original por los geógrafos Li Daoyuan, dado el nuevo título de Shui Jing Zhu [Vías fluviales clásicas comentadas].
En períodos posteriores a la dinastía Song (960-1279) y a la dinastía Ming (1368-1644), hubo enfoques mucho más sistemáticos y profesionales de la literatura geográfica. El poeta, erudito y funcionario del gobierno de la dinastía Song Fan Chengda (1126-1193) escribió el tratado geográfico conocido como el Gui Hai Yu Heng Chi. Se centró principalmente en la topografía de la tierra, junto con los productos agrícolas, económicos y comerciales de cada región en las provincias del sur de China. El polimata científico chino Shen Kuo (1031-1095) dedicó una parte significativa de su trabajo escrito a la geografía, así como a una hipótesis de formación de la tierra (geomorfología) debido a la evidencia de los fósiles marinos encontrados tierra adentro, junto con fósiles de bambú encontrados bajo tierra en una región lejos de donde el bambú era apto para crecer. El geógrafo del siglo XIV de la dinastía Yuan, Na-xin, escribió un tratado de topografía arqueológica de todas las regiones al norte del río Amarillo, en su libro He Shuo Fang Gu Ji. El geógrafo de la dinastía Ming Xu Xiake (1587-1641) viajó por las provincias de China (a menudo a pie) para escribir su enorme tratado geográfico y topográfico, documentando varios detalles de sus viajes, como la ubicación de pequeños desfiladeros o lechos minerales como los esquistos de mica. El trabajo de Xu fue en gran parte sistemático, proporcionando detalles precisos de medición, y su trabajo (traducido más tarde por Ding Wenjiang) se parece más a un topógrafo de campo del siglo XX que a un erudito de principios del siglo XVII.
Los chinos también estaban interesados por documentar la información geográfica de regiones extranjeras lejos de China. Aunque los chinos ya habían estado escribiendo sobre civilizaciones de Oriente Medio, India y Asia central desde el viajero Zhang Qian (siglo II a. C.), los chinos posteriores proporcionarían información más concreta y válida sobre la topografía y los aspectos geográficos de las regiones extranjeras. El diplomático chino de la dinastía Tang (618-907) Wang Xuance viajó a Magadha (actual noreste de la India) durante el siglo VII. Posteriormente escribió el libro Zhang Tian-zhu Guo Tu [Relatos ilustrados de la India central], que incluía una gran cantidad de información geográfica. Geógrafos chinos como Jia Dan (730-805) escribieron descripciones precisas de lugares lejanos en el extranjero. En su trabajo escrito entre 785 y 805, describió la ruta marítima que se adentraba en la desembocadura del golfo Pérsico, y que los iraníes medievales (a quienes llamaba la gente del país Luo-He-Yi, es decir, Persia) habían erigido pilares ornamentales en el mar que actuaban como faros para los barcos que pudieran extraviarse. Confirmando los informes de Jia sobre los faros en el golfo Pérsico, un siglo después de que Jia escribiera otros escritores árabes, como al-Mas'udi y al-Muqaddasi lo hicieron sobre las mismas construcciones. El embajador posterior de la dinastía Song, Xu Jing, escribió sus relatos de viajes y viajes por Corea en su trabajo de 1124, el Xuan-He Feng Shi Gao Li Tu Jing [Registro ilustrado de una embajada en Corea en el período del reinado Xuan-He]. La geografía de la Camboya medieval (el Imperio jemer) se documentó en el libro Zhen-La Feng Tu Ji [Las costumbres de Camboya] de 1297, escrito por Zhou Daguan.

## Geografía de la Edad Media

### Imperio bizantino y Siria
Después de la caída del Imperio romano de Occidente, el Imperio Romano de Oriente, gobernado desde Constantinopla y conocido como el Imperio bizantino, continuó prosperando y produjo varios geógrafos notables. Esteban de Bizancio (siglo VI) fue un gramático en Constantinopla y autor del importante diccionario geográfico Ethnica. Este trabajo es de enorme valor, ya que proporciona información geográfica y de otro tipo bien referenciada sobre la antigua Grecia.
El geógrafo Hierocles (siglo VI) fue el autor del Synecdemus (anterior al 535 d. C.) en el que proporciona una tabla de las divisiones administrativas del Imperio bizantino y enumera las ciudades de cada una de ellas. El Synecdemus y el Ethnica fueron las fuentes principales del trabajo de Constantino VII sobre los themas o divisiones de Bizancio, De Administrando Imperio, y son las fuentes principales que se conservan hoy sobre la geografía política del Oriente del siglo VI.
Jorge de Chipre es conocido por su Descriptio orbis Romani [Descripción del mundo romano], escrita en la década 600-610. Comenzando con Italia y progresando en sentido antihorario, incluyendo África, Egipto y el Medio Oriente occidental, George enumera ciudades, pueblos, fortalezas y divisiones administrativas del Imperio Romano de Oriente o bizantino.
Cosmas Indicopleustes (siglo VI) también conocido como Cosmas el Monje, fue un comerciante alejandrino que según los registros de sus viajes, parece haber visitado India, Sri Lanka, el reino de Axum en las modernas Etiopía y Eritrea. Incluidos en su trabajo Topografía cristiana se encuentran algunos de los primeros mapas del mundo. Aunque Cosmas creía que la tierra era plana, la mayoría de los geógrafos cristianos de su tiempo no estaban de acuerdo con él.
El obispo sirio Jacobo de Edesa (633-708) adaptó material científico procedente de Aristóteles, Teofrasto, Ptolomeo y Basilio para desarrollar una imagen cuidadosamente estructurada del cosmos. Corrigió a sus fuentes y escribía de manera más científica, mientras que el Hexaemeron de Basilio es de estilo teológico.
El  filólogo helenista alemán Karl Müller ha recopilado e impreso varias obras anónimas de geografía de esta época, incluida la Expositio totius mundi.

### Mundo islámico

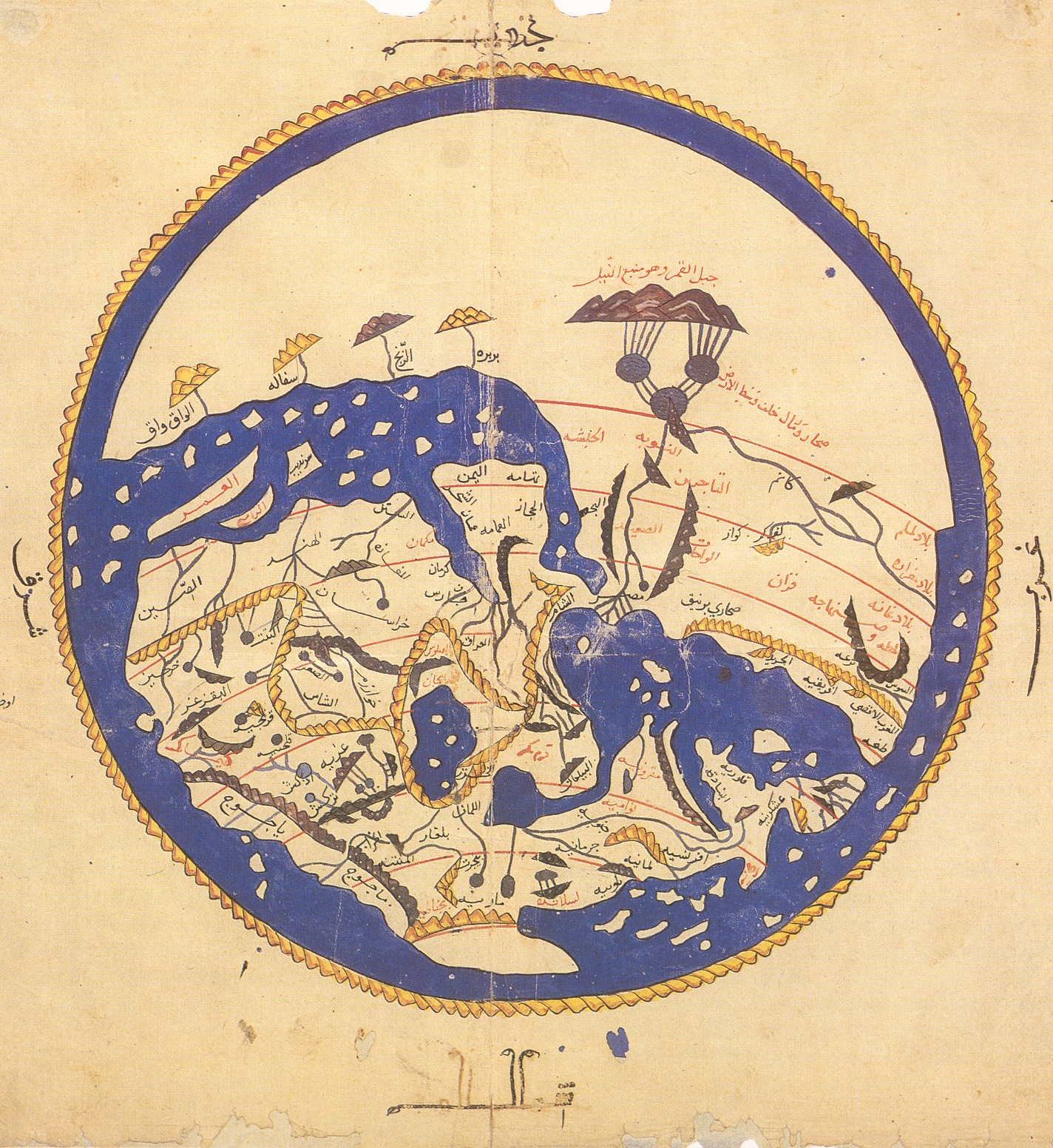
Representación de la Tierra extraída de la Nuzhat al-mushtāq fi'khtirāq al-āfāq o Tabula Rogeriana, la obra más notable de Al-Idrisi.

A finales del siglo VII, los partidarios de la nueva religión del islam surgieron hacia el norte de Arabia y se apoderaron de las tierras en las que se habían establecido durante siglos judíos, cristianos bizantinos y zoroastrianos persas. Allí, cuidadosamente conservados en los monasterios y bibliotecas, descubrieron los clásicos griegos que incluían grandes obras de la geografía del egipcio Ptolomeo Almagesto y Geografía, junto con la sabiduría geográfica de la China y los grandes logros del Imperio romano. Las necesidades de gobierno y el activo comercio dentro de los territorios árabes facilitaron la recopilación de nuevos datos geográficos. Estos datos fueron sintetizados por grandes viajeros como Ibn Batuta o Ibn Jaldùn.  Los árabes, que hablaban solo lengua árabe, emplearon a cristianos y judíos para traducir estos y muchos otros manuscritos al árabe (ver: Movimiento de traducción greco-árabe). 
La principal erudición geográfica de esta era ocurrió en Persia, el actual Irán, en el gran centro de aprendizaje de la Casa de la Sabiduría en Bagdad, el actual Irak. Los primeros califas no siguieron la ortodoxia y por eso fomentaron la erudición. Bajo su gobierno, los nativos no árabes sirvieron como mawali o dhimmi, y la mayoría de los geógrafos en este período eran sirios (bizantinos) o persas, es decir, de origen zoroástrico o cristiano.[cita requerida]
A principios del siglo X, Abu Zayd al-Balkhi (850-934), un persa originario de Balkh, fundó la "escuela Balkhī" de cartografía terrestre en Bagdad. Los geógrafos de esta escuela también escribieron extensamente sobre los pueblos, productos y costumbres de áreas del mundo musulmán, con poco interés en los reinos no musulmanes. Suhrāb, un geógrafo persa de finales del siglo X, acompañó un libro de coordenadas geográficas con instrucciones para hacer un mapa del mundo rectangular, con proyección equirrectangular o proyección equidistante cilíndrica. A principios del siglo XI, Avicena planteó la hipótesis sobre las causas geológicas de las montañas en El libro de la curación (1027).

La Tabula Rogeriana, dibujada por Al-Idrisi para Roger II de Sicilia en 1154. Nótese que en el mapa original, el norte está en la parte inferior y el sur en la parte superior, en contraste con las convenciones cartográficas modernas.

En geografía matemática, el persa Abū Rayhān al-Bīrūnī (973-1052), alrededor de 1025, fue el primero en describir una proyección polar equiacimutal equidistante de la esfera celeste. También fue considerado el más hábil cuando se trataba de cartografiar ciudades y medir las distancias entre ellas, lo que hizo para muchas ciudades en el Medio Oriente y el subcontinente indio occidental. Combinó lecturas astronómicas y ecuaciones matemáticas para registrar grados de latitud y de longitud y medir las altitudes de las montañas y las profundidades de los valles, registrados en La cronología de las naciones antiguas. Habló de la geografía humana y de la habitabilidad planetaria de la Tierra, sugiriendo que aproximadamente una cuarta parte de la superficie de la Tierra era habitable por humanos. Resolvió una compleja ecuación geodésica con el fin de calcular con precisión la circunferencia de la Tierra. Su estimación de 6339,9 km para el radio de la Tierra era sólo 16,8 km menos que el valor moderno de 6356,7 km.
Otros autores persas que escribieron sobre geografía o crearon mapas durante la Edad Media fueron:
- Jābir ibn Hayyān (Geber o Jabir) (721- c. 815) escribió extensamente sobre muchos temas, amplió la sabiduría de los clásicos griegos y se dedicó a la experimentación de las ciencias naturales. No está claro si era persa o sirio.[41]
- Al-Khwārizmī (780-850) escribió La imagen de la Tierra (Kitab surat al-ard), en la que utilizó la Geografía de Ptolomeo pero mejoró sus valores para el mar Mediterráneo, Asia y África.
- Ibn Khurdadhbih (820-912) fue el autor de un libro de geografía administrativa, Libro de las Rutas y las Provincias (Kitab al-masalik wa’l-mamalik), que es la obra árabe más antigua de este tipo que se conserva. Hizo el primer mapa de esquema cuadrático de cuatro sectores.
- Sohrab o Sorkhab[42] (m. 930) escribió Maravillas de los siete climas hasta el fin de la habitación describiendo e ilustrando una cuadrícula rectangular de latitud y longitud para producir un mapa del mundo.[43][44]
- Al-Istakhri (fallecido en 957) compiló el  Libro de las Rutas de los Estados (Kitab Masalik al-Mamalik) a partir de observaciones personales y fuentes literarias.
- Abu Nasr Mansur (960-1036) conocido por su trabajo con la ley del seno esférico. Su Libro de Azimuths ya no existe.
- Avicena (980-1037) escribió sobre las ciencias de la tierra en su Libro de curación.
- Ibn al-Faqih (siglo X) escribió el Libro Conciso de las Tierras (Mukhtasar Kitab al-Buldan).
- Ibn Rustah (siglo X) escribió un compendio geográfico conocido como Libro de registros preciosos.

A principios del siglo XII, los normandos habían derrocado a los árabes en Sicilia. Palermo se había convertido en una encrucijada de viajeros y comerciantes de muchas naciones y el rey normando Roger II, con gran interés por la geografía, encargó la creación de un libro y de un mapa que recopilaría toda esa riqueza de información geográfica. Se enviaron investigadores y la recopilación de datos llevó 15 años. Al-Idrisi (1099-1180), uno de los pocos árabes que alguna vez había estado en Francia e Inglaterra, así como en España, Asia central y Constantinopla, fue empleado para crear el El libro de Rogerio donde a partir de esa cantidad de datos reunió gran número de informaciones sobre las tierras conocidas y sobre diversos lugares, capitales y ciudades. Utilizando la información heredada de los geógrafos clásicos, creó uno de los mapas del mundo más precisos hasta la fecha, la Tabula Rogeriana (1154). El mapa, escrito en árabe, muestra el continente euroasiático en su totalidad y la parte norte de África.
Un partidario del determinismo ambiental fue el escritor medieval afroárabe al-Jahiz (776-869), quien explicó cómo el ambiente podía determinar las características físicas de los habitantes de una determinada comunidad. Usó su temprana teoría de la evolución para explicar los orígenes de los diferentes colores de la piel humana, particularmente de la piel negra, que creía que era el resultado del medio ambiente. Citó una región pedregosa de basalto negro en el norte de Najd como evidencia de su teoría.

### Europa medieval

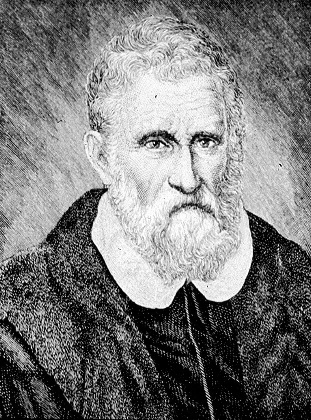
Retrato ficticio de Marco Polo.

Durante la Alta Edad Media, el conocimiento geográfico en las sociedades europeas, se vio prácticamente interrumpido con la decadencia y desaparición del Imperio romano. (Aunque es un error extendido creer que pensaban que el mundo era plano), Dominó una cosmografía religiosa en la que la Tierra se representaba como un disco circular y los continentes (África, Europa y Asia) se disponían en forma de centro en Jerusalén y el simple Mapa de T en O se convirtió en la representación estándar del mundo.
Los viajes del explorador de la república de Venecia Marco Polo por el Imperio mongol en el siglo XIII, las Cruzadas cristianas de los siglos XII y XIII y los viajes de exploración portugueses y españoles durante los siglos XV y XVI abrieron nuevos horizontes y estimularon los escritos geográficos.
Los mongoles también tenía un amplio conocimiento de la geografía de Europa y Asia, basado en su gobierno y control de gran parte de esta área y utilizaron esa información para la realización de grandes expediciones militares. La evidencia de esto se encuentra en recursos históricos como La historia secreta de los mongoles y otras crónicas persas escritas en los siglos XIII y XIV. Por ejemplo, durante el gobierno de la Gran Dinastía Yuan se creó un mapa del mundo que actualmente se conserva en Corea del Sur. (Ver también: Mapas de la dinastía Yuan)
Durante el siglo XV, Enrique el Navegante de Portugal apoyó las exploraciones de la costa africana y se convirtió en un líder en la promoción de los estudios geográficos. Entre los relatos más notables de viajes y descubrimientos publicados durante el siglo XVI se encuentran los de Giambattista Ramusio en Venecia, de Richard Hakluyt en Inglaterra y de Theodore de Bry en lo que hoy es Bélgica.

## Geografía de la Edad Moderna
Este período de la historia de la geografía concierne a la era histórica de la Edad Moderna.

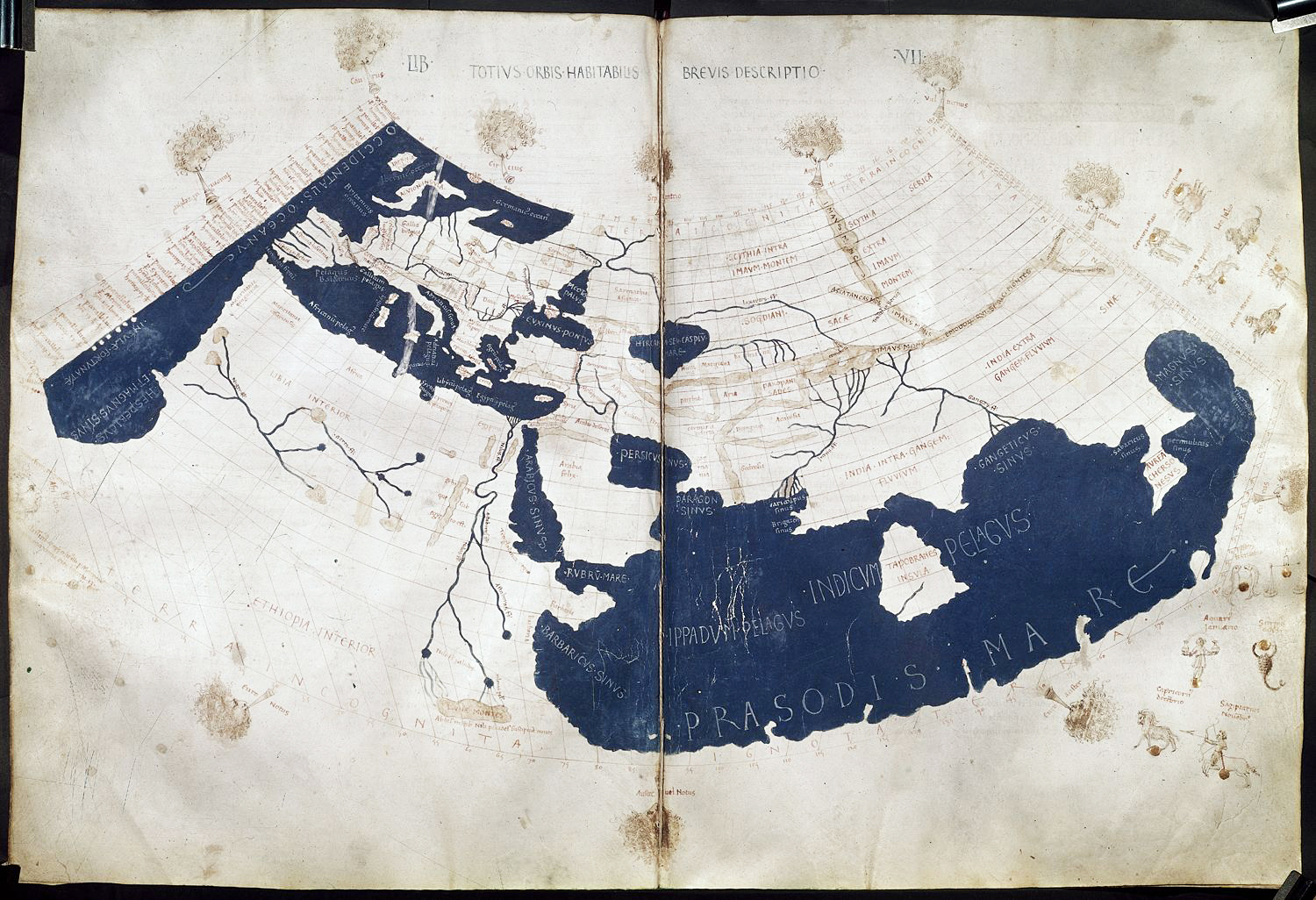
Mapa de Ptolomeo

En 1406, Jacobo d'Angelo completó la traducción latina de la Geografía de Ptolomeo a partir de una copia obtenida en Bizancio. Los escritos de Ptolomeo y sus sucesores islámicos proporcionaron un plan sistemático para organizar y representar la información geográfica.  En 1410, el cardenal Pierre d'Ailly escribió el Imago Mundi, que se imprimirá en 1478. Cristóbal Colón tenía una copia.
En 1475, las tablas ptolemaicas de coordenadas estaban disponibles y permitían la construcción de mapas. La invención de la imprenta permitió su amplia distribución. Hay cinco ediciones de estas tablas hasta 1486.
El uso de la brújula transmitida por los árabes va a permitir la navegación en alta mar. Con la estimación del curso y de la distancia entre dos puertos con el uso de la corredera, será posible trazar, a partir del siglo XIII, un nuevo tipo de cartas para ayudar a la navegación, los portulanos. Destacará la escuela cartográfica mallorquina, donde hubo varios cartógrafos judíos.
Para sortear las tierras de los musulmanes y prescindir del monopolio del comercio con Oriente de Venecia, el Portugal de Enrique el Navegante lanzará expediciones de descubrimiento. Los portugueses buscarán llegar a India y China mediante la organización de viajes de circunnavegación de África liderados por Vasco da Gama. Los españoles, gracias a Cristóbal Colón, buscarán llegar a China por la ruta occidental cruzando el océano Atlántico, cuya longitud había subestimado. Magallanes propuso dar la vuelta al mundo por Sudamérica y descubrió el océano Pacífico, Jacques Cartier realizó su primer viaje a Canadá en 1534. A mediados del siglo XVI, François Xavier inició el inicio de la evangelización de Japón.
En los siglos XV y XVI, las grandes expediciones marítimas aumentaron enormemente el conocimiento del planeta. Esas expediciones estuvieron acompañadas de una escrupulosa actividad de observación astronómica y geográfica. El conocimiento cartográfico aumenta, tanto por la cantidad de nuevos conocimientos aportados por las exploraciones, con la amplia difusión de documentos gracias a la imprenta, como por los nuevos métodos y sólidos fundamentos teóricos (proyección de Mercator en el siglo XVI).
La cartografía terrestre también progresará bajo la presión de los cambios en la sociedad. La transición desde la sociedad feudal a la sociedad moderna con el desarrollo del derecho romano y el derecho de propiedad de la tierra requerirá la medición de la tierra y el desarrollo del catastro. La afirmación de los poderes de los soberanos europeos los llevará a querer medir sus dominios. Al mismo tiempo, el desarrollo de la trigonometría y la aparición de la plancheta para medir ángulos, permitirá mejorar los levantamientos topográficos. Los mapas del mundo de la  Geographica Generalis de Bernhardus Varenius y los de Gerardus Mercator dan testimonio de la nueva generación de geógrafos.
En Italia, Giovanni Botero publicó en Roma, de 1591 a 1592, los tres volúmenes de las Relazioni Universali que marcaron el nacimiento de la estadística o ciencia descriptiva del Estado. Se trataba de una geografía aplicada a las necesidades de las nuevas administraciones.
El cartógrafo otomano Piri Reis creó mapas de navegación que expuso en  Kitab-ı Bahriye. El trabajo comprende un atlas de mapas de pequeñas partes del Mediterráneo, junto con información sobre el mar. En la segunda versión del trabajo, incluyó un mapa de las Américas.
Hasta el siglo XVIII, los términos geógrafo o cartógrafo se usaban indistintamente. Pero, al mismo tiempo que aumentaban su conocimiento geográfico, los viajeros comenzarán a interesarse por la historia natural que nutrirá el conocimiento de la Tierra. Los descubrimientos científicos darán a los geógrafos nuevos instrumentos: el termómetro inventado por Galileo en 1597, el barómetro por Evangelista Torricelli en 1643. El desarrollo del espíritu científico hará desaparecer gradualmente las interpretaciones teológicas de los fenómenos naturales.

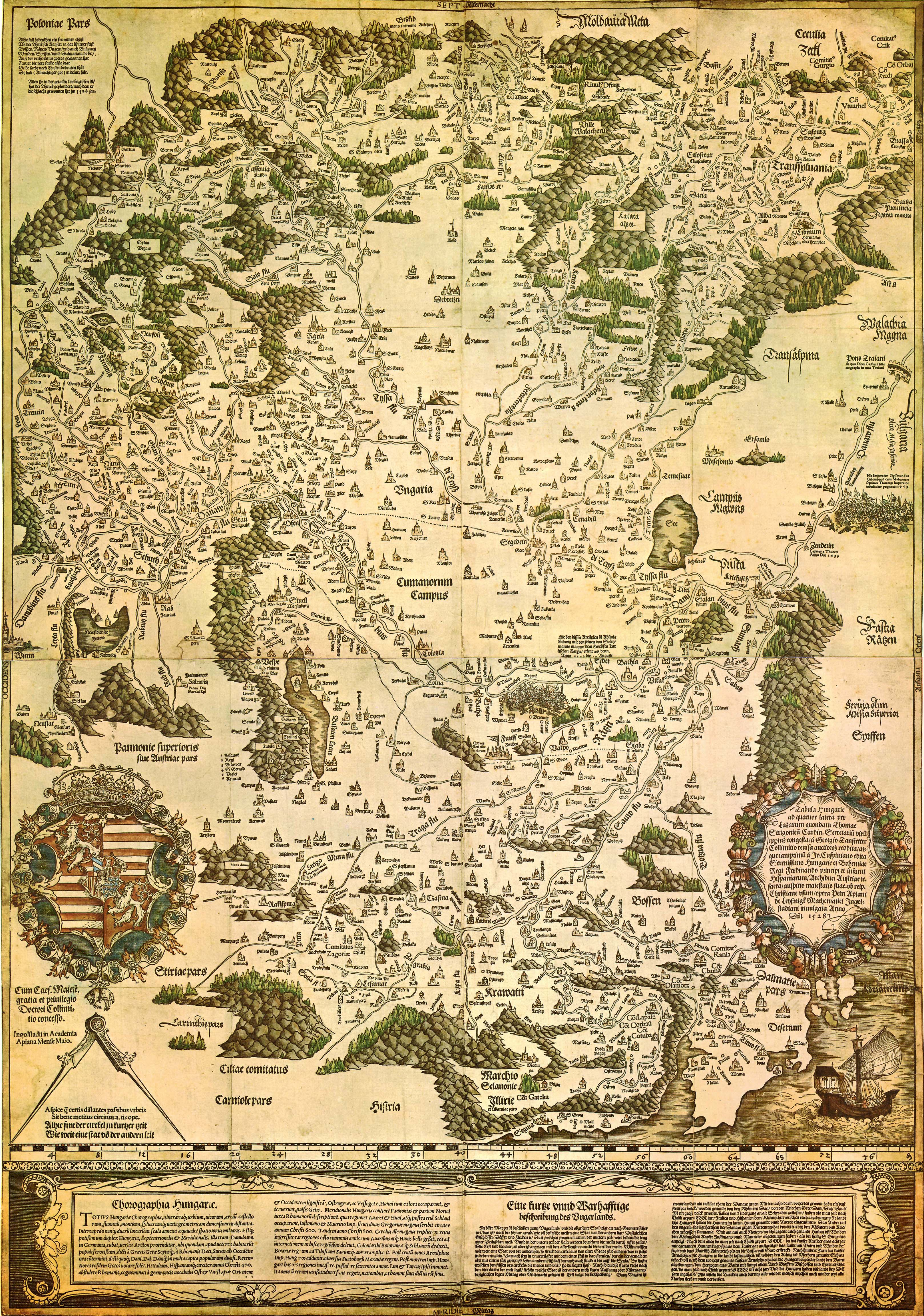
Tabula Hungariae, Ingolstadt (1528), el mapa impreso más antiguo que se conserva del reino de Hungría.

Universalis Cosmographia, el mapa mural de Waldseemüller datado en 1507, representa las Américas, África, Europa, Asia, and the océano Pacífico separando Asia de las Américas

Tras los viajes de Marco Polo, el interés por la geografía se extendió por toda Europa. Alrededor de c. 1400, los escritos de Ptolomeo y sus sucesores proporcionaron un marco sistemático para unir y representar la información geográfica. Este marco fue utilizado por los académicos durante los siglos venideros, siendo los aspectos positivos el período previo a la iluminación geográfica; sin embargo, las mujeres y los escritos indígenas fueron en gran medida excluidos del discurso. Las conquistas globales europeas comenzaron a principios del siglo XV con las primeras expediciones portuguesas a África e India, así como la conquista de América por España en 1492 y continuaron con una serie de expediciones navales europeas a través del Atlántico y más tarde el Pacífico y expediciones rusas a Siberia hasta el siglo XVIII.
La expansión europea en ultramar llevó al surgimiento de los imperios coloniales, con el contacto entre el «Viejo» y el «Nuevo Mundo» produciendo el intercambio colombino: una amplia transferencia de plantas, animales, alimentos, poblaciones (incluyendo esclavos), enfermedades transmisibles y cultura entre los continentes. Estos esfuerzos colonialistas en los siglos XVI y XVII revivieron el deseo de una mayor precisión de los detalles geográficos y de unos fundamentos teóricos más sólidos.  
El mapa de Waldseemüller Universalis Cosmographia, creado por el cartógrafo alemán Martin Waldseemüller en abril de 1507, fue el primer mapa de las Américas en el que se menciona el nombre «América». Antes de esto, los nativos americanos se referían a su tierra dependiendo de su ubicación, siendo uno de los términos más utilizados «Abya Yala», que significa 'tierra de sangre vital'. Estos discursos geográficos indígenas fueron en gran parte ignorados o apropiados por los colonialistas europeos para dar paso al pensamiento europeo.
El mapa eurocéntrico se diseñó a partir de una modificación de la segunda proyección de Ptolomeo, pero se amplió para incluir las Américas.  El mapa de Waldseemuller se ha denominado «certificado de nacimiento de Américass». Waldseemüller también creó mapas impresos denominados globos terráqueos, que se podían recortar y pegar en esferas que daban como resultado un globo. Esto ha sido ampliamente debatido por despreciar la extensa historia de los nativos americanos que precedió a la invasión del siglo XVI, en el sentido de que la implicación de un "certificado de nacimiento" implica una historia previa en blanco.

### Siglos XVI - XVIII en Occidente

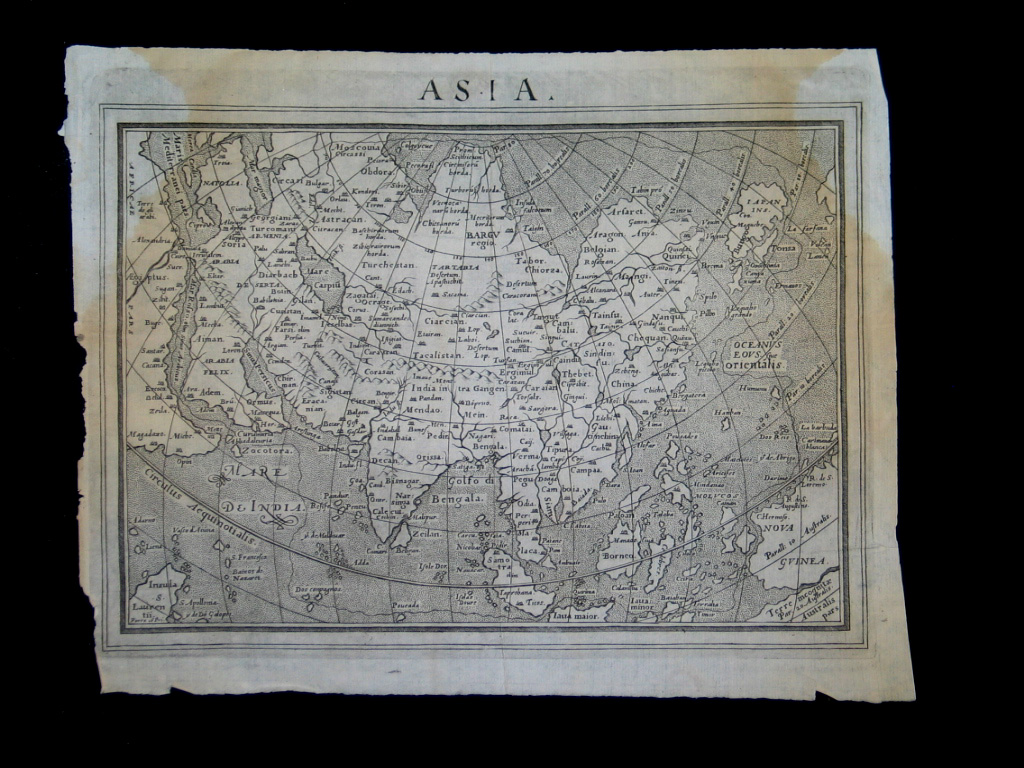
Asia, de la Relazioni Universali, de Giovanni Botero (1544-1617).

La geografía como ciencia experimenta entusiasmo y ejerce influencia durante la Revolución científica y Reforma religiosa. En el período victoriano, la exploración de ultramar le dio identidad institucional y la geografía fue «la ciencia del imperialismo por excelencia».[cita requerida]  El imperialismo es un concepto crucial para los europeos, ya que la institución se involucró en la exploración geográfica y en el proyecto colonial. Se cuestionó la autoridad y la utilidad ganó su importancia. En la era de la Ilustración, la geografía generó conocimiento y lo hizo posible intelectual y prácticamente como disciplina universitaria. La teología natural requería de la geografía para investigar el mundo como una gran máquina de lo Divino. Los viajes científicos y los viajes construyeron el poder geopolítico a partir del conocimiento geográfico, en parte patrocinado por Royal Society. John Pinkerton evaluó que el siglo XVIII tuvo «el progreso gigantesco de todas las ciencias, y en particular de la información geográfica» y «se ha producido una alteración en los estados y las fronteras».[cita requerida]
El discurso de la historia geográfica dio paso a muchas teorías y pensamientos nuevos, pero la hegemonía de la academia masculina europea llevó a la exclusión de las teorías, observaciones y conocimientos no occidentales. Un ejemplo es la interacción entre los humanos y la naturaleza, con el pensamiento marxista criticando la naturaleza como una mercancía más dentro del capitalismo, el pensamiento europeo viendo la naturaleza como un concepto idealizado u objetivo que difiere de la sociedad humana, y el discurso de los nativos americanos, que ve a la naturaleza y a los humanos como dentro una categoría. La jerarquía implícita de conocimiento que se perpetuó en todas estas instituciones solo ha sido cuestionada recientemente, con la Royal Geographical Society permitiendo que las mujeres se unan como miembros en el siglo XX.
Después de la guerra civil inglesa, Samuel Hartlib y su comunidad baconiana promovieron la aplicación científica, lo que mostró la popularidad de la utilidad. Para William Petty, los administradores debían ser «hábiles en las mejores reglas de la astrología judicial» para «calcular los eventos de enfermedades y pronosticar el clima».[cita requerida]  Institucionalmente, el Gresham College propagó el avance científico a una audiencia más amplia como comerciantes, y más tarde ese instituto se convirtió en la Royal Society. William Cuningham ilustró la función utilitaria de la cosmografía mediante el implemento militar de mapas. John Dee usó las matemáticas para estudiar la ubicación, su principal interés en la geografía, y alentó a explotar los recursos con los hallazgos recopilados durante los viajes. La Reforma religiosa estimuló la exploración y la investigación geográficas. Philipp Melanchthon cambió la producción de conocimiento geográfico a partir de las «páginas de escrituras» por «experiencia en el mundo». Bartholomäus Keckerman separó la geografía de la teología porque el «funcionamiento general de la providencia» requería una investigación empírica. Su seguidor, Bernhardus Varenius, hizo de la geografía una ciencia en el siglo XVII y publicó Geographia Generalis, un texto que se utilizó en la enseñanza de la geografía por Newton en Cambridge.
La ciencia se desarrolló junto con el empirismo, que consiguió su lugar central mientras que la reflexión sobre él también crecía. Los practicantes de la magia y de la astrología primero adoptaron y expandideron el conocimiento geográfico. La Teología de la Reforma se centró más en la providencia que en la creación como antes. La experiencia realista, en lugar de traducirse de las escrituras, surgió como un procedimiento científico. El conocimiento y el método geográficos jugaron un papel en la educación económica y la aplicación administrativa, como parte del programa social puritano. Los viajes al extranjero proporcionaron contenido para la investigación geográfica y formaron teorías, como el ambientalismo. La representación visual, levantando mapas o cartografía, mostró su valor práctico, teórico y artístico.
Los conceptos de «espacio» y de «lugar» atrajeron la atención en geografía. Por qué las cosas estaban ahí y no en otra parte fue un tema importante en Geografía, junto con los debates sobre el espacio y el lugar. Esas ideas podrían remontarse a los siglos XVI y XVII, identificadas por M. Curry como «espacio natural», «espacio absoluto», «espacio relacional» (On Space and Spatial Practice). Después de los Principles of Philosophy de Descartes, Locke y Leibniz  consideraron el espacio como relativo, lo que tuvo una influencia a largo plazo en la visión moderna del espacio. Para Descartes, Grassendi y Newton, el lugar era una porción del «espacio de absolución», que era neuronal y dado. Sin embargo, según John Locke, «Nuestra idea de lugar no es otra cosa, sino una posición relativa de cualquier cosa» (en An Essay Concerning Human Understanding). La «distancia» era el pivote de la modificación del espacio, porque era el «espacio considerado apenas en longitud entre dos seres cualesquiera, sin considerar nada más entre ellos». Además, el lugar está «hecho por el Hombre, para su uso común, para que con él pueda diseñar la particular Posición de las Cosas». En el Fifth Paper in Reply to Clarke  Leibniz afirmó: «Los hombres se imaginan los lugares, las huellas y el espacio, aunque estas cosas consisten sólo en la verdad de las relaciones y no en ninguna realidad absoluta». El espacio, como «orden de convivencia», «sólo puede ser una cosa ideal, conteniendo un cierto orden, donde la mente concibe la aplicación de la relación». Leibniz avanzó más hacia el término «distancia», ya que lo discutió junto con «intervalo» y «situación», no solo como una característica mensurable. Leibniz unió el lugar y el espacio a la calidad y la cantidad, diciendo: «La cantidad o magnitud es aquello que hay en las cosas que sólo puede conocerse mediante su compresión simultánea, o mediante su percepción simultánea ... La calidad, por otro lado, es lo que se puede conocer en las cosas cuando se observan individualmente, sin requerir ninguna compresión». En  Modern Space as Relative,  el lugar y lo que está en el lugar están integrados. E. Casey observa «la supremacía del espacio» cuando el lugar se resuelve como «posición e incluso punto» para el racionalismo de Leibniz y el empirismo de Locke.
Durante la Ilustración, los avances en la ciencia significaron ampliar el conocimiento humano y permitir una mayor explotación de la naturaleza, junto con la industrialización y la expansión del imperio en Europa. David Hume, «el verdadero padre de la filosofía positivista» según Leszek Kolakowski, implicó la «doctrina de los hechos», enfatizando la importancia de las observaciones científicas. El «hecho» está relacionado con el sensacionalismo de que el objeto no puede aislarse de sus«percepciones sensoriales», una opinión de Berkeley. Galileo, más tarde Hobbes y Newton, abogaron por el materialismo científico, viendo el universo —el mundo entero e incluso la mente humana— como una máquina. La cosmovisión mecanicista también se encuentra en la obra de Adam Smith basada en métodos históricos y estadísticos. En química, Antoine Lavoisier propuso el «modelo de ciencia exacta» y destacó los métodos cuantitativos del experimento y de las matemáticas. Carl Linnaeus clasificó plantas y organismos basándose en la suposición de especies fijas. Más tarde, la idea de evolución surgió no solo para las especies sino también para la sociedad y el intelecto humano. En General Natural History and Theory of the Heavens, Kant expuso su hipótesis de la evolución cósmica y se convirtió en «el gran fundador de la concepción científica moderna de la evolución» según Hastie.
Francis Bacon y sus seguidores creían que el progreso de la ciencia y de la tecnología impulsaban la mejora del hombre. Esa creencia fue adoptada por Jean-Jacques Rousseau, quien defendió las emociones y morales humanas. Su discusión sobre educación en geografía puso a punto los estudios regionales locales. Leibniz y Kant formaron el mayor desafío al materialismo mecánico. Leibniz conceptualizó el mundo como un todo cambiante, más que como una «suma de sus partes» como una máquina. Sin embargo, reconoció que la experiencia requiere una interpretación racional: el poder de la razón humana.
Kant trató de reconciliar la división de sentido y razón enfatizando el racionalismo moral basado en la experiencia estética de la naturaleza como «orden, armonía y unidad». Para el conocimiento, Kant distinguió phenomena (mundo sensible) y  noumena (mundo inteligible), y afirmó que «todos los fenómenos se perciben en las relaciones de espacio y tiempo». Trazando una línea entre la "ciencia racional" y la "ciencia empírica", Kant consideró la geografía física —asociada con el espacio— como una ciencia natural. Durante su mandato en Königsberg, Kant ofreció conferencias sobre geografía física desde 1756 y publicó las notas de la conferencia Physische Geographie  en 1801. Sin embargo, la participación de Kant en los viajes y la investigación geográfica es bastante limitada. El trabajo de Kant sobre la ciencia empírica y racional influyó en Humboldt y, en menor medida, en Ritter. Manfred Büttner afirmó que es «la emancipación kantiana de la geografía de la teología».
Humboldt es admirado como un gran geógrafo, según D. Livingstone que «la geografía moderna fue ante todo una ciencia sintetizadora y, como tal, si hay que creer en Goetzmann, 'se convirtió en la actividad científica clave de la época'». Humboldt conoció al geógrafo  George Forster  en la Universidad de Göttingen, cuya descripción geográfica y escritura científica influyeron en Humboldt. Su Geognosia, que incluía la geografía de rocas, animales y plantas, fue «un modelo importante para la geografía moderna». Como ministro de Minas de Prusia, Humboldt fundó la Escuela Real Libre de Minería en Steben para mineros, que más tarde se consideró el prototipo de tales institutos. La Naturphilosophie alemana, especialmente la obra de Goethe y de Herder, estimuló la idea y la investigación de Humboldt de una ciencia universal. En su carta, hizo observaciones mientras su «atención nunca perderá de vista la armonía de las fuerzas concurrentes, la influencia del mundo inanimado en el reino animal y vegetal». Su viaje a América enfatizó la geografía de las plantas como su enfoque de la ciencia. Mientras tanto, Humboldt utilizaba el método empírico para estudiar a los pueblos nativos del Nuevo Mundo, considerado como el trabajo más importante de la geografía humana. En Relation historique du Voyage,  Humboldt llamó a estas investigaciones una nueva ciencia  Physique du monde, Theorie de la Terre, o Geographie physique. Durante 1825 a 1859, Humboldt dedicó en Kosmos, que trata sobre el conocimiento de la naturaleza. Hay trabajos crecientes sobre el Nuevo Mundo desde entonces. En la era jeffersoniana, «la geografía estadounidense nació de la geografía de América», lo que significaba que el descubrimiento del conocimiento ayudó a formar la disciplina. El conocimiento práctico y el orgullo nacional fueron componentes principales de la tradición teleológica.
Instituciones como la Royal Geographical Society indican que la geografía es una disciplina independiente. La Geografía física de Mary Somerville fue la «culminación conceptual de ... el ideal baconiano de integración universal». Según Francis Bacon, «Ningún fenómeno natural puede ser estudiado adecuadamente por sí solo, pero, para ser entendido, debe considerarse como está conectado con toda la naturaleza».

### SigloXVIII
En el siglo XVIII, James Cook y La Pérouse exploraron el área del Pacífico.
A través de sus escritos, Jean-Jacques Rousseau promoverá la rehabilitación de la experiencia de campo como fuente de educación y de conocimiento geográfico. Johann Heinrich Pestalozzi creó escuelas aplicando las ideas de Rousseau especialmente para la enseñanza de la geografía. Los dos geógrafos Carl Ritter y  Élisée Reclus se formaron en las escuelas pestalozzianas.
En el siglo XVIII, la geografía comenzó a emerger como disciplina científica. Pero no fue hasta el siglo XIX que tomó un lugar real en la enseñanza en Francia. En el siglo XVIII, la geografía fue reconocida como una disciplina por derecho propio y fue parte de un programa de estudios universitario típico en Europa (especialmente en París y Berlín), pero no en el Reino Unido, donde generalmente se enseña la geografía como una subdisciplina de otros campos.

## Geografía actual

### Antecedentes de la geografía moderna

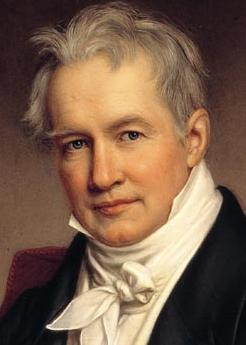
Alejandro de Humboldt.

La primera mitad del siglo XIX será fundamental para el desarrollo de la geografía moderna y para su institucionalización universitaria. Varios autores han señalado diversas condiciones de posibilidad en su desarrollo:
- Los viajes de exploración que proporcionaron todo un caudal de nuevos datos y experiencias.
- La expansión colonial europea, muy vinculada con las sociedades geográficas que popularizaron los conocimientos geográficos y crearon un estado social de opinión favorable hacia la geografía.
- El desarrollo del nacionalismo, que dará a la disciplina una función social y política vinculada a la consolidación del sentimiento nacional.
- La elaboración de los proyectos conceptuales para la geografía desarrollados por Humboldt y Ritter.
- El reconocimiento de la geografía como una disciplina escolar que conllevará la creación de cátedras de geografía para formar profesores.

Para algunos autores (como H. Capel) es esta última condición el factor principal en el desarrollo de la geografía a finales del siglo XIX.

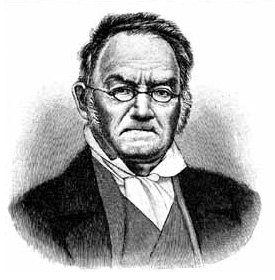
Carl Ritter, catedrático de Geografía en la universidad de Berlín.

Alejandro de Humboldt (1769-1859) será reivindicado posteriormente como uno de los fundadores de la moderna geografía, aunque es dudoso que él se considerara a sí mismo como geógrafo. Humboldt pretendía fundar lo que él mismo denomina como «descripción física de la Tierra», es decir, lo que hoy se entiende como una geografía física integrada. Una disciplina capaz de integrar los distintos elementos del mundo natural. Este proyecto se plasmará en su gran obra Cosmos.
Carl Ritter (1779-1859) por su parte esbozará un proyecto muy diferente. Ritter ocupó un puesto de catedrático de geografía en la Universidad de Berlín desde 1820 hasta su muerte. Su obra principal la Geografía General Comparada constaba de 21 volúmenes con una ingente masa de informaciones. Para Ritter el objetivo de la geografía científica es «la organización del espacio en la superficie terrestre y su papel en el devenir histórico (del hombre)», un proyecto que se situaba en el marco de la tradición intelectual alemana de la filosofía de la historia desarrollada por Herder y Hegel.
La obra de ambos autores aun teniendo gran importancia y ejerciendo una fuerte influencia posterior en muchos geógrafos, no tuvo continuidad en el tiempo. Autores como Paul Claval han señalado el fuerte retroceso que experimentó la investigación geográfica entre la muerte en 1859 de estos dos grandes intelectuales y la década de 1870 cuando comienzan a crearse múltiples cátedras de geografía en Alemania.

### Institucionalización de la geografía
En Alemania es donde la geografía experimentará un fuerte impulso, principalmente asociado a la enseñanza primaria y secundaria. En 1870 solo existían en este país tres cátedras de geografía. Sin embargo para 1890 prácticamente todas las universidades alemanas poseían enseñanza especializada en geografía gracias a la decisión del Ministerio de Educación de Prusia. Alemania configurará en este aspecto un verdadero modelo para Europa, especialmente para Francia. Las cátedras serán ocupadas por estudiosos de diversa formación. Por ejemplo Ferdinand von Richthofen era un prestigioso geólogo, al igual que Oscar Peschel. Friedrich Ratzel era farmacéutico por formación y zoólogo por su trabajo posterior. Adolf Kirchoff era historiador y filólogo.
En Francia la institucionalización de la geografía seguirá los pasos de Alemania. Sin embargo, la geografía en Francia será desarrollada principalmente por historiadores como Paul Vidal de La Blache, Bertrand Auerbach o Émile Berlioux.
En Gran Bretaña, la institucionalización universitaria será más tardía con fuerte oposición de geólogos e historiadores. En este proceso desempeñó un papel fundamental la Royal Geographical Society que ofreció a las universidades de Oxford y Cambridge una ayuda económica para la creación de plazas de profesor. Halford Mackinder, historiador de formación, ocupará el puesto en la universidad de Oxford logrando una gran popularidad. Francis Henry Hill Guillemard, médico y zoólogo, lo hará por la de Cambridge.

### Proyecto de una geografía científica: geografía física y antropogeografía
La geografía moderna no surge por lo tanto como una disciplina formada y definida. Las diversas propuestas que aparecen para delimitar el campo de la geografía no son coincidentes ni compartidas, hecho que se prolonga hasta la actualidad. En un primer momento, la geografía científica que se desarrolla en las universidades alemanas comienza a definirse sobre todo como geografía física y más concretamente como fisiografía o geomorfología. El trabajo de los geólogos y geógrafos alemanes, Richthofen, Peschel y Penck será fundamental en esta línea. De hecho será F. von Richthofen el primero en definir la geografía como la ciencia de la superficie terrestre con lo que eliminaba de la geografía moderna los temas preinstitucionales de la geografía astronómica, de la geografía matemática y de la cartografía. Asimismo la geografía dejaba de ser la ciencia que estudia el planeta entero, para centrarse en su superficie.

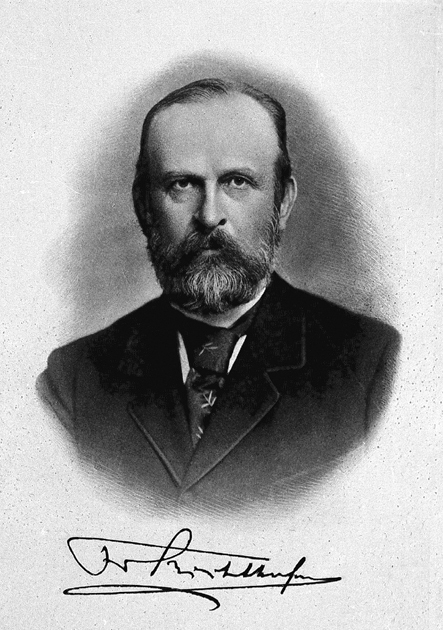
Ferdinand von Richthofen.

Sin embargo será el proyecto de F.Ratzel (1844-1904) el que alcanzará un mayor calado y difusión. Ratzel en el marco del positivismo de finales del siglo XIX y muy influido por la obra de Darwin, de Haeckel y de Ritter, realizará la propuesta de una disciplina centrada en las influencias del medio físico sobre el hombre, a la que denominará como Antropogeografía (1882). Será una disciplina puente entre las ciencias naturales y las ciencias sociales, una explicación naturalista de los hechos sociales centrada en estudiar la naturaleza de las sociedades y sus diferencias y en describir la difusión de los rasgos culturales y los movimientos migratorios de los grupos humanos. En definitiva la Antropogeografía de Ratzel intentaba encontrar las causas naturales de los hechos humanos.
El éxito de esta propuesta para la geografía será bastante grande al menos en un primer momento. Influyo tanto en la geografía francesa a través de J. Brunhes y Vidal de la Blache como en la geografía inglesa a través de H. Mackinder y sobre todo en la naciente geografía estadounidense, hasta entonces fundamentalmente física y desarrollada por científicos de formación naturalista como William Morris Davis o R.Salisbury, a través de una discípula directa de Ratzel, Ellen Churchill Semple.
En Francia Élisée Reclus (1830-1905), discípulo de Ritter, realizará una obra profundamente personal y popular, pero que paradójicamente no obtendrá reconocimiento por parte de las instituciones oficiales francesas ni tendrá continuidad hasta su redescubrimiento por parte de los geógrafos radicales en la década de los 1970. Desde una ética anarquista, Reclus se centrará en las relaciones entre los grupos humanos y el medio natural, en «reconocer el lazo íntimo que reúne la sucesión de los hechos humanos y la acción de las fuerzas telúricas».

### Geografía clásica: regiones y paisajes
En los últimos decenios del siglo XIX, comienza a surgir una reacción contra el positivismo y el naturalismo. En geografía esto coincide con una fuerte crítica de las, hasta entonces, exitosas ideas ambientalistas provenientes de autores como F. Ratzel. La separación conceptual entre naturaleza y espíritu y, correlativamente, entre ciencias naturales y ciencias sociales se acentúa. Esto que afectó al núcleo de la formulación geográfica como una ciencia puente centrada en las relaciones hombre–medio.
Como alternativa, comienza a configurarse una nueva geografía que tendrá como conceptos centrales región y paisaje. Se afirma el carácter concreto (idiográfico) de la geografía frente a las pretensiones generalizadoras (nomotéticas) del ambientalismo y cobran mayor fuerza las explicaciones de tipo historicista y el inductivismo como método de conocimiento. Los protagonistas de esta verdadera transformación conceptual serán Alfred Hettner en Alemania, Paul Vidal de la Blache y Lucien Febvre en Francia y, más tardíamente, Carl Sauer y Richard Hartshorne en Estados Unidos, donde la tradición ambientalista tuvo un mayor arraigo.
Sin embargo, la geografía regional y la geografía del paisaje se configuraron de forma independiente y, en parte, enfrentada. Puede decirse que mientras la geografía ambientalista configuraba una ciencia–relación centrada en la interacción entre los grupos humanos y el medio físico; la geografía regional configuraba una ciencia–método (la geografía como punto de vista). La geografía del paisaje se desarrollaría en cambio de una forma más ortodoxa, como una ciencia–objeto (el paisaje como producto material o reflejo de un grupo humano).
Alfred Hettner (1859-1941) es quien da forma de un modo más sistemático a la geografía regional. Para Hettner, el estudio de la historia de la geografía mostraba la existencia de dos conceptos de esta ciencia. La de Erdkunde, es decir, la geografía como geografía general, y el de la Landerkunde o enfoque regional o corológico. Si anteriormente había sido posible aceptar a la geografía como una ciencia general de la Tierra, el nacimiento de disciplinas como la geología, la geofísica o la geodesia, hacían imposible esta formulación, con lo que el enfoque regional era el único posible. Asimismo, Hettner criticó la definición de Richthofen de la geografía como ciencia de la superficie terrestre, ya que los «estudios de la superficie terrestre como tal, es decir, sin tener en cuenta las diferencias locales, no son todavía geográficos». También descartó otras posibles visiones de la geografía como la propuesta de una ciencia del paisaje puesto que «la homogeneidad de la geografía […] no puede, por consiguiente, basarse en la unidad de paisaje, sino que sólo puede ser establecida a partir de la naturaleza interna de regiones, paisajes y localidades». Tampoco era partidario de entender la geografía como una ciencia de las distribuciones espaciales dado que «el dónde de las cosas es —al igual que su cuando, que la distribución y difusión local […]—, una característica, una cualidad de las cosas o fenómenos […] y tiene que ser por fuerza abarcada por las ciencias sistemáticas». Así pues, para Hettner: «únicamente cuando concibamos los fenómenos como propiedades de los espacios terrestres, estaremos haciendo geografía» y la geografía no era, por tanto, ni una ciencia natural ni una ciencia social, sino ambas cosas a la vez ya que «la naturaleza y el hombre forman parte inseparable de la caracterización de las regiones». En Estados Unidos, R. Hartshorne (1899-1992) introducirá, aunque tardíamente, las ideas hettnerianas en su influyente obra The Nature of Geography (1939).
Será, sin embargo, en Francia con Vidal de la Blache (1845-1918) y sus múltiples discípulos (A. Demangeon, E. de Martonne, J.Sion, M.Sorre...) donde se popularizará en mayor medida esta nueva visión de la geografía. La geografía se transformaba en disciplina de los espacios únicos o regiones; en una ciencia de síntesis o en una ciencia que no se definía por objeto sino por su punto de vista. La geografía general se integraba como un simple instrumento preparatorio para realizar la síntesis regional como caracterización de los elementos inorgánicos (morfología, hidrografía, clima…), orgánicos (fauna y flora) y humanos (poblamiento, población, organización política y económica…) de las distintas regiones. Además, esta geografía regionalista será bastante crítica con la geografía ambiental de estirpe ratzeliana aunque Vidal no dejará de reconocer y apreciar la obra de Ratzel por «reconstruir la unidad de la ciencia geográfica, sobre la base de la naturaleza y la vida». Por lo tanto, la geografía vidaliana no renunció en absoluto a la tradición ecológica; es decir, a ver al hombre inserto en el medio natural, ya que según Vidal «la geografía humana no se opone en sí misma a una geografía de la que se ha excluido el elemento humano; tal cosa no ha existido sino en las mentes de unos pocos especialistas exclusivos». Este hecho se concretó en la propuesta de L. Gallois de conceptualizar las regiones como «regiones naturales» sobre las que los grupos humanos desarrollarían sus géneros de vida.

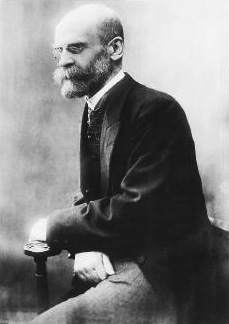
Émile Durkheim, creador de la morfología social.

Un importante historiador L. Febvre (1878-1956) será el que se encargará de triturar finalmente el ambientalismo en su obra La tierra y la evolución humana (1922). Febvre además será el introductor de la doctrina posibilista, es decir, se encargará de remarcar la libertad relativa de los grupos humanos frente al medio físico y realizará también una importante defensa de la geografía frente a la naciente sociología francesa liderada por E. Durkheim que pretendía sustituir a la geografía por una subdisciplina sociológica denominada morfología social.
Paralelamente a la configuración de la geografía regional, se propone la formulación de la geografía paisajística. Incluso para muchos geógrafos se producirá una identificación entre los conceptos de paisaje y región. La propuesta del paisaje como objeto de estudio de la geografía está muy vinculado con una profunda corriente cultural del ámbito alemán con precedentes en Hegel, por ejemplo. Su incorporación a la geografía se inicia en Alemania, con autores como S. Passarge y O. Schlüter. La geografía del paisaje se preocupa, sobre todo, del resultado material de las transformaciones humanas en la superficie terrestre. En Francia, fue un discípulo de Vidal, Jean Brunhes (1869-1930) el que primero incorporó a su obra el estudio del paisaje. Brunhes fue el autor del primer manual sistemático de geografía humana publicado en lengua francesa en 1910. En éste, Brunhes centra la atención en los productores materiales y visibles de la interacción entre hechos físicos y humanos: la casa, el camino, el campo de cultivo y la devastación animal y vegetal como resultados del trabajo serían el objeto de la geografía humana. En Estados Unidos, las ideas alemanas fueron introducidas en 1925 por Carl O. Sauer. Éste veía a la geografía como una ciencia que estudiaba la morfología del paisaje y, especialmente, la transformación de los paisajes naturales en paisajes culturales por la acción de las diversas culturas.

### Institucionalización de la geografía en España
En España, la institucionalización de la geografía fue considerablemente tardía con respecto a los países europeos más avanzados. Realmente esta institucionalización no comenzó hasta después de la guerra civil (1936-1939) aunque es cierto que anteriormente hubo importantes estudiosos de la geografía como Pablo Vila o Gonzalo de Reparaz que vieron interrumpida su labor por el exilio o por otras causas. La institucionalización de la geografía en la universidad se fundamentó básicamente en el cumplimiento de dos funciones: la formación de profesores para la enseñanza y el papel de soporte ideológico del régimen.
Los profesores que tendrán un papel más destacado en este proceso serán, José Manuel Casas Torres, catedrático de geografía en la Universidad de Zaragoza desde 1944 hasta 1966 y posteriormente catedrático en la Universidad Complutense de Madrid y Manuel de Terán Álvarez (1904-1984) catedrático de geografía en la universidad de Madrid desde 1951. También hay que destacar la importante labor del instituto Elcano del CSIC (Consejo Superior de Investigaciones Científicas) creado en 1940 y donde se publicó (y se continua publicando) la que sería la revista geográfica más importante de España, Estudios Geográficos.
La geografía española estará fuertemente influida por las ideas de la geografía francesa y en menor medida por las de la geografía alemana. Esta influencia se dejara notar tanto en las concepciones de la geografía española sobre la propia disciplina como en los métodos de trabajo. Para Manuel de Terán: «la región, los medios geográficos, el complejo o combinación de hechos de superficie, según la expresión de Allix, el paisaje, he aquí lo que asegura a la geografía su autonomía y el criterio de certeza para todo deslinde de campos y competencias con otras ciencias de la Tierra». Los geógrafos españoles aceptarán en su mayoría, por lo tanto, las ideas de que la geografía es sobre todo una ciencia regional–paisajística. Las monografías regionales serán, así mismo, el método por excelencia de la primera geografía española.

### Geografía teorético-cuantitativa
A partir de la década de 1950, la geografía conoció una profunda crisis en el Reino Unido y en Estados Unidos que desembocó en la creación de la denominada geografía teorético–cuantitativa o simplemente «nueva geografía». La aparición de esta nueva geografía coincide con tendencias parecidas de crisis y cambio en otras disciplinas, especialmente dentro del campo de las ciencias sociales. La base común de todos esos cambios es el retorno a un neopositivismo filosófico, es decir, se reivindica un único método científico válido para todas las ciencias con independencia de su objeto de estudio, se rechazan los procedimientos cualitativos frente a los cuantitativos, se pone el énfasis en la construcción de modelos y la búsqueda de leyes y se aboga por cierto reduccionismo naturalista y más concretamente fisicalista.
Dentro de la geografía un hito significativo será la publicación en 1953 del artículo de F. K. Schaefer Excepcionalismo en Geografía. Schaefer atacaba duramente a la concepción regional, especialmente tal y como la expuso R. Hartshorne. Frente a esta concepción a la que denominaba como excepcionalista por centrarse en lo único (la región, el paisaje), Schaefer abogaba por una geografía estandarizada, en cuanto a los métodos, con el resto de las ciencias, que tuviera por objetivo fundamental «la formulación de leyes que rigen la distribución espacial de ciertas características en la superficie de la tierra».

Modelo de Johann von Thünen de usos del suelo agrícola. El punto negro representa una ciudad.
- 1) Agricultura intensiva (en blanco).
- 2) Bosques para leña.
- 3) Agricultura extensiva, campos de cultivo.
- 4) Ganadería extensiva.

Otros hitos importantes en la revolución cuantitativa serán la publicación en 1962 de la obra Theoretical Geography de William Bunge. Para esta fecha la nueva geografía se había desarrollado bastante en los Estados Unidos a partir de las universidades de Wisconsin (Madison) y de Washington (Seattle), donde se formaron importantes geógrafos cuantitativos como Brian J.L. Berry y Richard L. Morrill. Desde Estados Unidos el movimiento se transmitió pronto a Gran Bretaña y a Suecia. En otros países como Francia o España, donde la concepción regionalista y paisajística tenía una fuerte influencia, la recepción de esta nueva visión de la geografía y de sus métodos fue mucho más tardía, ya que se prolongó hasta finales de los años 60 principios de los 70 y además su influencia fue considerablemente inferior. La geografía cuantitativa recuperará autores y obras más o menos olvidadas o no tenidas en cuenta antes por la geografía como la Teoría de los lugares centrales de Walter Christaller (Los lugares centrales en la Alemania meridional, 1933) o J. von Thünen (1783-1850) sobre la distribución de los usos agrícolas del suelo.
Pero la geografía cuantitativa no solo incorporó nuevos métodos y un nuevo objeto de estudio (la explicación de la distribución de fenómenos sobre la superficie terrestre) sino que influyo también en la reformulación de la tradición ecológica y de la tradición regional que siguieron, por lo tanto, estando presentes en el trabajo geográfico desde estas nuevas posiciones y desde las concepciones tradicionales. Edward Ackerman en 1963 afirmaba que el problema fundamental de la geografía era «nada menos que la comprensión del enorme sistema de interacción que comprende toda la humanidad y su medio ambiente natural sobre la superficie terrestre», con lo que reafirmaba, de forma renovada, un campo de estudio tradicional. Asimismo dentro de la geografía física se explora la utilidad de nuevas concepciones como la de ecosistema, geosistema o ecología del paisaje. El estudio de la región también se replantea. Aparece, en estrecha relación con el desarrollo de una subdisciplina económica, la ciencia regional, el concepto de región polarizada o funcional. La región deja de considerarse un paisaje homogéneo para empezar a caracterizarse como un sistema de relaciones funcionales, donde sus distintos elementos y muy especialmente la metrópoli regional, aparecen cohesionados por flujos de todo tipo (de gentes, bienes, capitales, información…). En el campo de la geografía urbana se dejará notar el influjo de la escuela de ecología humana de Chicago liderada por Robert E. Park, especialmente por su atención a la organización espacial intraurbana (modelo de los anillos concéntricos de Ernest Burgess).

### Geografía del comportamiento, la geografía radical y la geografía humanista
Durante la década de 1960, al mismo tiempo que se imponía la visión neopositivista de la geografía, comienzan a surgir las primeras críticas hacia esta visión de la geografía y empezarán a esbozarse propuestas alternativas. El eje común de todas las críticas será la aceptación, muchas veces poco reflexiva, de la filosofía neopositivista. Se criticará su excesivo formalismo, su reduccionismo fisicalista y su obsesión por buscar leyes y construir teorías generalizadoras. Las críticas comenzarán a converger en torno a tres corrientes alternativas: la geografía del comportamiento, la geografía radical y la geografía humanista.
Desde dentro del propio paradigma de la geografía cuantitativa se descubre la dimensión psicológica de los agentes humanos y se pone de manifiesto la insuficiencia de los modelos teóricos elaborados para explicar la localización de actividades y usos del suelo. Se plantea el problema de las desviaciones entre los comportamientos esperados, de acuerdo con los modelos existentes de corte economicista (hombre económico racional) y los comportamientos reales que necesariamente responden a otras variables. Todo este movimiento teórico condujo a una preocupación por la percepción humana, los mapas mentales, las imágenes públicas, etc.

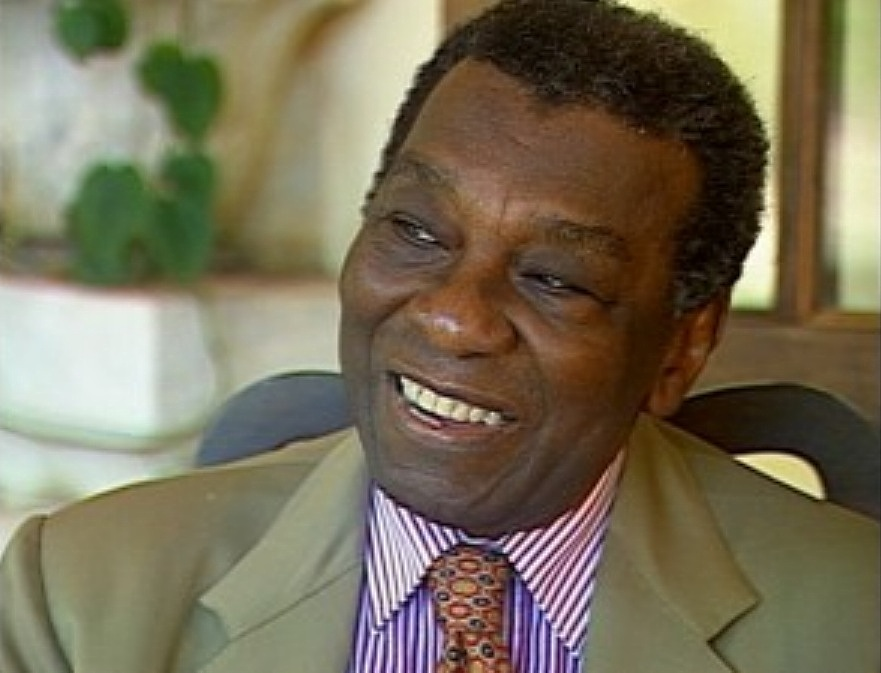
Milton Santos, conocido geógrafo radical brasileño.

En gran medida influidos por los movimientos sociales de finales de años 1960 y principios de los años 1970, los geógrafos se sentirán profundamente descontentos con el estado de la geografía y su despreocupación por temas de relevancia social. Un importante teórico como David Harvey autor del manual de la «nueva geografía» Explanation in Geography (1969) dirá en 1972 que «la revolución cuantitativa ha seguido su curso y aparentemente los resultados son cada vez menos interesantes» y que «nuestro paradigma no está a la altura. Está maduro para un derrocamiento». Surge así la que se denominará geografía radical. Esta geografía alternativa pretende ser comprometida y contribuir a los cambios revolucionarios que la sociedad necesita. Critica la pretendida neutralidad y el cientificismo de la geografía cuantitativa y busca nuevos temas de estudio como la pobreza y los pobres, los guetos, las condiciones de vida urbana (servicios públicos, crisis de la vivienda…), el bienestar social (a través de la geografía del bienestar), el imperialismo y neocolonialismo, etc. Una revista como Antipode: A radical Journal of Geography editada por Richard Peet será fundamental en todo este movimiento renovador.
Desde un plano más teórico, la geografía radical empezará a introducir el marxismo dentro de la geografía. Se configura progresivamente, una geografía marxista muy cercana a las ciencias sociales. Con grandes influencias del estructuralismo marxista francés (Lefebvre, Althusser, Castells) el espacio y las configuraciones espaciales de la vida social se definirán como un producto social, es decir, como un hecho social que debe entenderse en el marco de las estructuras sociales correspondientes y por lo tanto en el contexto de una geografía entendida como ciencia social. En Francia el movimiento radical también tendrá sus repercusiones y culminará en la creación, por iniciativa personal de Yves Lacoste, de la revista de geopolítica Herodote (1976).
Por último, la reacción antipositivista también inspiró otra corriente dentro de la geografía, la denominada como geografía humanista. La geografía humanista podrá el énfasis en los aspectos humanos de la geografía, es decir, en los significados, valores y propósitos de las acciones humanas. Se corresponde con las visiones centradas en el sujeto y más hermenéuticas de las ciencias sociales, frente a las visiones más estructurales de la geografía radical. La geografía humanista recibe fuertes influencias de filosofías como el existencialismo o la fenomenología de Husserl. Frente al espacio abstracto de la geografía cuantitativa o el espacio producto social de la radical, la geografía humanista se concentrará en el espacio vivido, en el lugar como ámbito afectivo de la experiencia humana. Además los geógrafos humanistas como Anne Buttimer recuperan la tradición teórica de la geografía clásica, espacialmente francesa, valorando muy positivamente las figuras de geógrafos como P. Vidal de la Blache, Jules Sion o Max Sorre.

### Nueva Geografía regional y otras líneas de investigación emergentes
Desde mediados del decenio de 1980 se han producido diversas propuestas para renovar la geografía regional, antiguo epicentro de la geografía. Ya desde finales de los setenta, D. Gregory calificaba de tarea vital el revitalizar los estudios regionales y la reformulación del concepto de región. En palabras del propio Gregory: «Necesitamos saber algo sobre la constitución de las formaciones sociales regionales, de las articulaciones regionales y de las transformaciones regionales». Pero estas propuestas de recuperación de la geografía regional son diversas. Desde los que plantean una vuelta sin más a la síntesis geográfica clásica, hasta los que buscan una nueva geografía regional fundamentada en el marco de las ciencias sociales y de la teoría social. En esta última perspectiva, se subraya el carácter de construcción social de las regiones. Las regiones ya no serán entes permanentes que el geógrafo se encarga de identificar y describir, sino auténticas formaciones socioespaciales que se construyen, cambian y pueden desaparecer. La influencia de la teoría de la estructuración de A.Giddens en estas nuevas formulaciones será bastante marcada.
También durante la década de los 80 y la de los 90 se produce el surgimiento de nuevos campos de investigación geográfica. Destacan especialmente, la aparición de la geografía de género o feminista, los estudios poscoloniales, la nueva geografía cultural y la revitalización de una disciplina geográfica antigua pero largo tiempo marginada, la geografía política.

### Geografía a comienzos delsigloXXI
En el siglo XXI la geografía se presenta como un campo amplio y variado con potencialidades y también con problemas. Tras más de cien años de desarrollo institucional, los geógrafos no han conseguido consensuar un marco teórico común ni unos objetivos generales de investigación que integre el desarrollo de las distintas subdisciplinas geográficas. Por lo que muchos teóricos reconocen que más que haber geografía hay de hecho un conjunto de ciencias geográficas cada una con sus propios objetos y métodos. Persisten los dualismos y la separación tradicional entre una geografía general y una geografía regional así como entre la geografía física y la geografía humana. Las diversas concepciones de la geografía conviven en la investigación en una actitud de cierto eclecticismo. Pero, por otro lado, la geografía ha experimentado cambios importantes en su historia moderna. Se ha producido un gran desarrollo de las geografías sistemáticas, se ha profundizado en temas de investigación totalmente nuevos como el imperialismo, la desigualdad socioterritorial, la urbanización de los espacios rurales, los riesgos e impactos ambientales, etc y se han incorporado nuevas técnicas y métodos de gran valor (teledetección, SIG, estadística, GPS.
Entre los geógrafos destacados del siglo XX y de comienzos del siglo XXI se encuentran David Harvey, Milton Santos, Yves Lacoste, Paul Vidal de la Blache, Ellsworth Huntington, Walter Christaller, Halford John Mackinder, Karl Haushofer, Carl Sauer, Yi-Fu Tuan, Horacio Capel, Eduardo Martínez de Pisón, Mike Goodchild, Brian Berry, Peter Haggett, Anne Buttimer, Edward Soja, Ellen Churchill Semple, Paul Claval, Neil Smith y Doreen Massey.

## Síntesis
Geografía Premoderna

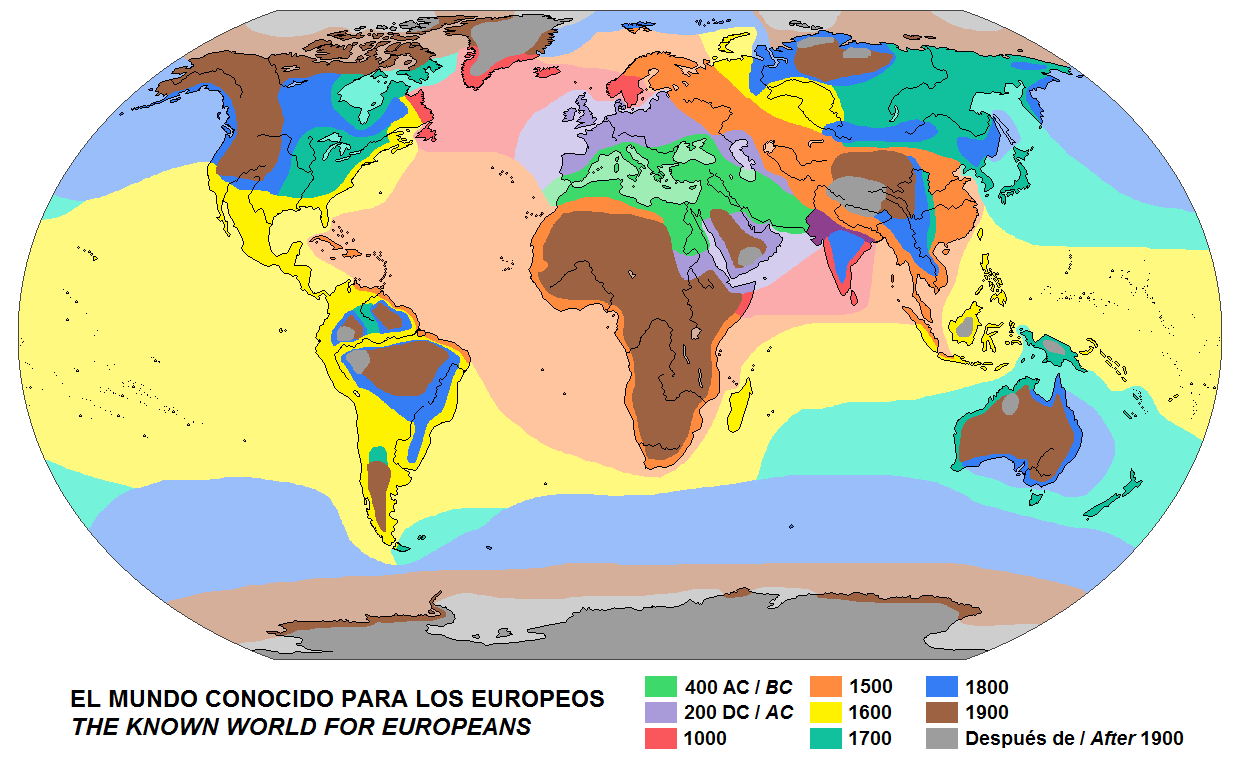
Evolución del conocimiento occidental del mundo

Geografía Antigua: Grecia, Roma y Egipto
- Anaximandro de Mileto, elaboró uno de los primeros mapas del mundo conocido.
- Hecateo de Mileto, mejoró el anterior mapa y describió las costas del Mediterráneo
- Heródoto de Halicarnaso, realizó varios viajes, donde hizo una descripción.
- Eratóstenes, acuñó el término "geografía" y realizó las primeras mediciones de la tierra
- Estrabón, se centró en los aspectos humanos, la historia y los mitos.
- Ptolomeo, hizo una descripción del mundo de su época, utilizó un sistema de latitud y longitud por lo que sirvió de ejemplo a los cartógrafos.

Geografía de la Edad Media
- Ibn Battuta
- Ibn Jaldún
- Al-Idrisi, reunió gran número de informaciones sobre las tierras conocidas y sobre diversos lugares, capitales y ciudades. Escribió El libro de Rogerio.

Geografía de los siglos XV a XVIII
- Mercator, encontró nuevas soluciones al problema de proyectar la superficie de la Tierra en una superficie plana. Fue constructor y comerciante de globos terráqueos.
- Varenius, estudió la conexión causal de los hechos geográficos en su Geografía General

Americo Vespucio
Los antecedentes de la geografía moderna
- Humboldt, hizo grandes aportes a la geografía física que plasmó en su obra Cosmos.
- Carl Ritter, explicó las relaciones entre el medio físico y humano en su Geografía General Comparada.

Geografía Moderna
La institucionalización de la geografía
Alemania
- F. von Richothofen para el que Geología, Clima y Paleoclima son determinantes en la Naturaleza. Dejó su obra Viaje a China.
- Friedrich Ratzel. Relaciona espacio vital y población en Antropogeografía.

Francia
- Paul Vidal de la Blache. Fundó la revista Annales de Geographie.
- Bertrand Auerbach
- Émile Berlioux

Gran Bretaña
- Royal Geographical Society
- Halford John Mackinder. Introdujo la Geografía en el sistema educativo británico.

El proyecto de una geografía científica: geografía física y antropogeografía
- F. von Richothofen, definió a la geografía como la ciencia de la superficie terrestre con lo que eliminaba los temas de la geografía astronómica, de la geografía matemática y de la cartografía. Asimismo la geografía dejaba de estudiar el planeta entero, para centrarse en su superficie.
- Friedrich Ratzel, realizará la propuesta de una disciplina centrada en las influencias del medio físico sobre el hombre, a la que denominará como antropogeografía.
- Élisée Reclus, se centrará en las relaciones entre los grupos humanos y el medio natural, en “reconocer el lazo íntimo que reúne la sucesión de los hechos humanos y la acción de las fuerzas telúricas”. Abrazó el anarquismo y escribió "Geographie Universelle"

La geografía clásica: regiones y paisajes
- Alfred Hettner, la geografía debe abordar las diferencias localizadas en la superficie terrestre, descubriendo unidades espaciales, definiéndolas y comparándolas entre sí, como expresó en los "Fundamentos de la Geografía Regional"
- Paul Vidal de La Blache, el objeto de la geografía era la relación hombre-naturaleza, desde la perspectiva del paisaje, del estudio de la región. Al hombre lo considera un ser activo, que sufre la influencia del medio, actuando sobre este y transformándolo, la naturaleza se considera como un conjunto de posibilidades para la acción del hombre.
- Lucien Febvre, será el introductor de la doctrina posibilista, es decir, se encargará de remarcar la libertad relativa de los grupos humanos frente al medio físico. Escribió "Felipe II y el francocondado"
- Jean Brunhes, el que primero incorporó a su obra el estudio del paisaje y el autor del primer manual sistemático de geografía humana. Fue experto en regadíos
- Carl O. Sauer, representante de la escuela californiana, veía a la geografía como una ciencia que estudiaba la morfología del paisaje y especialmente la transformación de los paisajes naturales en paisajes culturales por la acción de las diversas culturas.

La geografía teorético — cuantitativa
- F. K. Schaefer, abogaba por una geografía que tuviera por objetivo fundamental “la formulación de leyes que rigen la distribución espacial de ciertas características en la superficie de la tierra”. En la obra "Excepcionalismo en Geografía" (1953) propugna la innovación metodológica basada en la utilización de datos
- William Bunge publicó "Theoretical Geography" (1962), el primer libro que sistematizó metodologías del análisis espacial cuantiativo y tras una etapa cuantitativista descubrió la utilidad social de la Geografía.
- Brian Berry propone la matriz de datos geográfica (1964) la cual posibilita la aplicación de métodos de análisis multivariado con la finalidad de regionalización.
- Walter Christaller, su contribución principal a la disciplina fue la Teoría de los lugares centrales.Es un precursor de la Ordenación del Territorio
- J.von Thünen. Modelizó la localización de los cultivos
- Edward Augustus Ackerman

## Epistemología de la geografía
La Epistemología específica de la geografía, surge en un sentido crítico por explicar la naturaleza científica y conceptual de la geografía; esta describe cómo desde el pensamiento humano y la aparición consciente del ser, se percibe lo real a través de los órganos sensitivos, dando lugar al reconocimiento de la tierra por el hombre, que de este modo permite un paso del hombre nómada al sedentario al encontrar una necesidad de hallar alimento, protección y vestido. Posturas como las de Francisco José de Caldas resaltan que el constante cambio y los avances en esta ciencia son adecuados a la necesidad del hombre por establecerse y reconocer sus territorios.